# طوارق
الطوارق (يسمون أنفسهم: كَلْ تَمَاشَقْ، كَلْ تَمَاجَقْ، كَلْ تَمَاهَقْ، تيفيناغ: ⴾⵏⵏⵜⵎⴰⵛⵈ) هو شعب أمازيغي يستوطن الصحراء الكبرى في جنوب الجزائر، وأزواد شمال مالي، وشمال النيجر، وجنوب غرب ليبيا، وشمال بوركينا فاسو. قبائل الطوارق مسلمون سنة مالكيون، ويتحدثون اللغة الطارقية بلهجاتها الثلاث: تماجق، وتماشق، وتماهق. عرقيًا يمكن وصف الطوارق بأنهم من العرق الأبيض مع ميل إلى السمرة. عاش الطوارق حياة بداوة عريقة في الصحراء الكبرى منذ آلاف السنين ولا يزال بعضهم إلى اليوم متمسكا بنمط العيش هذا بسبب التهميش الذي عانوه من الدول التي تقاسمت أراضيهم. عرف الطوارق بتسميات عديدة في مراحل تاريخية متلاحقة، ففي عصور ما قبل التاريخ عرفوا بالجرمنتيين، وفي أوائل العصر الإسلامي عرفوا بالملثمين، ثم المرابطين، وأخيرا في العصر الحديث عرفوا بالطوارق.

## نسبهم
الطوارق هم أخلاف الجرمنتيين الذين استوطنوا الصحراء الكبرى في جنوب ليبيا وجنوب الجزائر منذ آلاف السنين، ولا تزال آثارهم باقية إلى يومنا هذا في جبال تاسيلي وجبال تادرارات وجبال آهقار. وقد قسم النسابة الأمازيغ إلى قسمين كبيرين: البرانس والبتر. ونسبت صنهاجة - التي ينتمي إليها الطوارق - إلى الأمازيغ البرانس، وفقا لما أورده ابن خلدون في تاريخه:
| طوارق | وأما شعوب هذا الجيل وبطونهم فإن علماء النسب متفقون على أنهم يجمعهم جذمان عظيمان وهما برنس وماذغيس. ويلقب ماذغيس بالأبتر فلذلك يقال لشعوبه البتر، ويقال لشعوب برنس البرانس، وهما معا ابنا برنس وبين الناسبين خلاف هل هما لأب واحد؟ فذكر ابن حزم عن أيوب بن أبي يزيد صاحب الحمار أنهما لأب واحد على ما حدّثه عنه يوسف الوراق. وقال سالم بن سليم المطماطي وصابى بن مسرور الكومي وكهلان بن أبي لوا، وهم نسابة البربر: إن البرانس بتر وهم من نسل مازيغ بن كنعان. والبتر بنو بر بن قيس بن عيلان، وربما نقل ذلك عن أيوب بن أبي يزيد، إلا أن رواية ابن حزم أصح لأنه أوثق. وأما شعوب البرانس فعند الناسبين أنهم يجمعهم سبعة أجذام وهي ازداجة ومصمودة وأوربة وعجيسة وكتامة وصنهاجة وأوريغة. وزاد سابق بن سليم وأصحابه: لمطة وهكسورة وكزولة. | طوارق |

| طوارق | هذه الطبقة من صنهاجة هم الملثمون المواطنون بالقفر وراء الرمال الصحراوية بالجنوب، أبعدوا في المجالات هنالك منذ دهور قبل الفتح لا يعرف أولها، فاصحروا عن الأرياف ووجدوا بها المراد وهجروا التلول وجفوها، واعتاضوا منها بألبان الأنعام ولحومها انتباذا عن العمران، واستئناسا بالانفراد، وتوحشا بالعز عن الغلبة والقهر. فنزلوا من ريف الحبشة جوارا، وصاروا ما بين بلاد البربر وبلاد السودان حجزا واتخذوا اللثام خطاما تميزوا بشعاره بين الأمم، وعفوا في تلك البلاد وكثروا. وتعددت قبائلهم من كذالة فلمتونة فمسوقة فوتريكة فناوكا فزغاوة ثم لمطة إخوة صنهاجة كلهم ما بين البحر المحيط بالمغرب إلى غدامس من قبلة طرابلس وبرقة. | طوارق |

## لغتهم
| طوارق | الشعب الطارقي شعب مسلم من أصل سامي احتفظ بهويته الحضارية الأصلية وتماشق لغته الوطنية وحروف هذه اللغة تسمى (تيفيناغ) تجعل منه أحد الشعوب الإفريقية النادرة التي تمتلك أبجدية نظيفة يرجع وجودها إلى ثلاثة آلاف سنة قبل ميلاد السيد المسيح عليه السلام تقريبا كما تشهد على ذلك الكتابات والنقوش التي تمثل الصحراء وأفريقيا الشمالية. | طوارق |

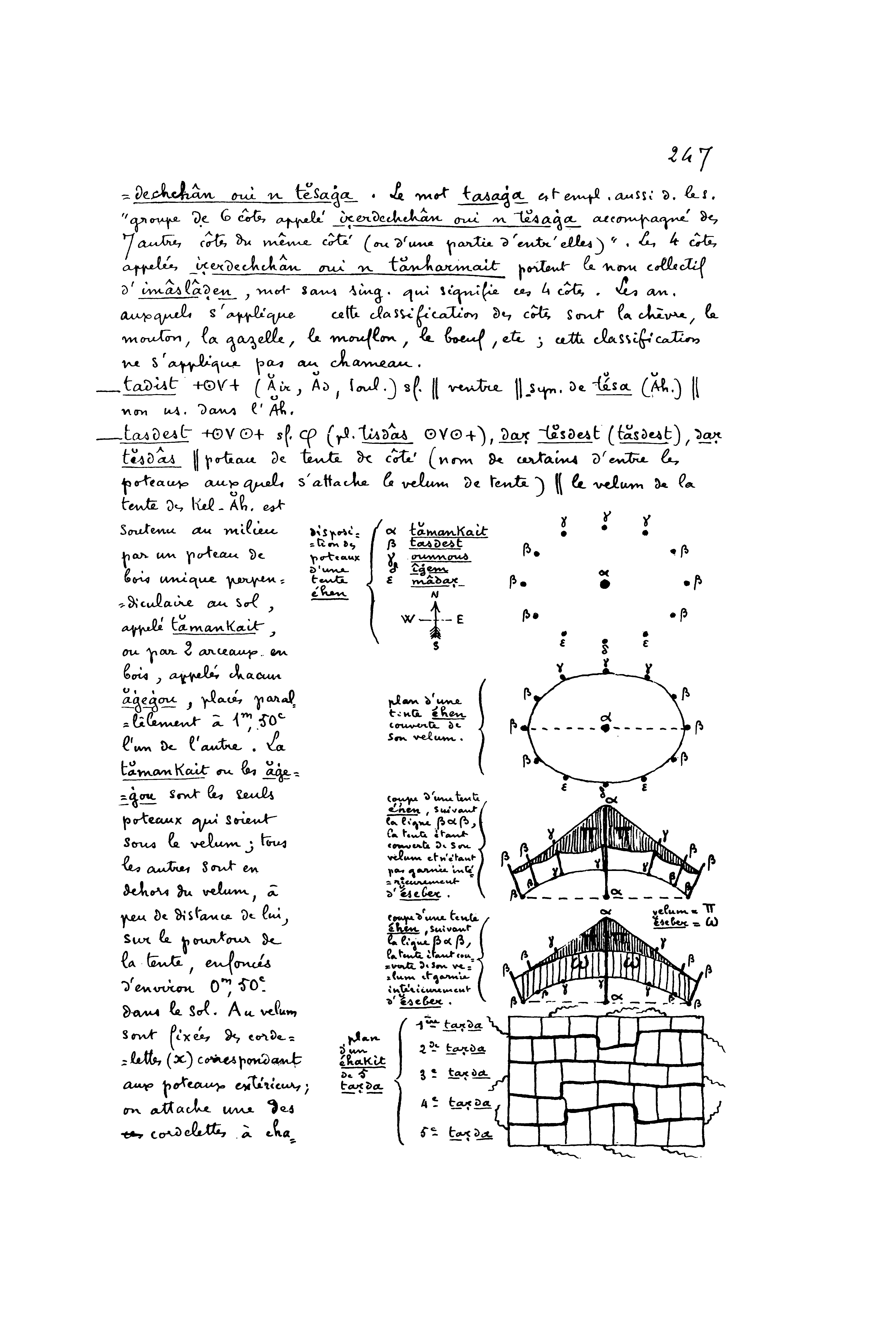
صفحة 247 من القاموس الطارقي- الفرنسي لشارل دو فوكو.

واللغة الطارقية هي الوحيدة من بين اللغات الأمازيغية التي حافظت على جذور الأمازيغية التي أميتت، كما يفيد محمد شفيق في معجمه الأمازيغي، حيث يقول: 
| طوارق | والواقع الملموس هو أن الطارقية هي التي حافظت على الجذور أكثر من أي لهجة أخرى، وذلك بحكم عزلة الطوارق منذ قرون وقرون في جزيرتهم الجبلية الصحراوية. وبفضل ما احتفظت به لهجتهم من الجذور، يمكن المرء أن يكوّن لنفسه تصورا واضحا تمام الوضوح لقواعد الاشتقاق الأمازيغي، ويمكنه بالتالي أن يرد الكلمات إلى أصولها وأن يتبين المعاني التي وضعت لها. | طوارق |

 والطوارق هم الشعب الأمازيغي الوحيد الذي حافظ على أبجدية تيفيناغ.

## موطنهم ودينهم
يقع موطن الطوارق في جنوب الجزائر وجنوب غرب ليبيا وشمال مالي وشمال النيجر وشمال بوركينا فاسو. وتمتاز مناطق الطوارق في هذه الدول بأنها مناطق صحراوية الأكثر جفافا والأقل سكانا من غيرها من مناطق الدول المذكورة ، ولكن بالرغم من ذلك فإن هذه المناطق تحوي أكبر مخزون للطاقة في إفريقيا.
الطوارق مسلمون سنيون مالكيون، وكان لهم دور في نشر الإسلام عندما أسسوا مملكة أودغست، ومن بعدها دولة المرابطين، ثم مدينة تمبكتو التاريخية التي كانت من أكبر مراكز الإشعاع الحضاري والديني، ومركزا فريدا من مراكز التجارة في المنطقة بأسرها. كان إسلام صنهاجة اللثام الذي بدأ في عهد عقبة قد اشتد وتأكد في عهد الأدارسة ، ووضح إسلام أهل اللثام وضوحا تاما في القرن الثالث الهجري، على ما ذهب إليه ابن خلدون. وقد اتبعوا مذهب الإمام مالك بن أنس الذي شاع في بلاد المغرب منذ القدم.

## سبب تسميتهم بالطوارق
اسم الطوارق هو تحريف لاسم التوارڨ، وقد ورد بهذه الصيغة لأول مرة في مؤلفات تعود للقرنين السادس عشر والسابع عشر الميلاديين مثل تاريخ السودان للسعدي ووصف أفريقيا للحسن الوزان، ولذا فلا علاقة له بطارق بن زياد ولا بطروق الصحراء أو أي من هذه التكهنات، والراجح ما ذهب إليه المفكر الطارقي إبراهيم الكوني من أن اسم طوارق ومفرده طارقي، أو تارڨي نسبة إلى تارڨا، التي تعني الأرض الغنية بمنابع المياه، وهي منطقة واحات فزان التي كانت تحوي أكبر مخزون للمياه الجوفية في الصحراء الكبرى منذ أقدم الأزمان ولا تزال كذلك حتى اليوم.
ولا يسمي الطوارق أنفسهم بهذا الاسم، بل يطلقون على أنفسهم اسما مستعارا من تراثهم وتاريخهم وتجربتهم ولغتهم هو إيموهاغ (كما ينطقه طوارق ليبيا والجزائر)، أو إيموشاغ (كما ينطقه طوارق مالي)، أو إماجغن (كما ينطقه طوارق النيجر)، ومفردها أماهغ، أو أماشغ، أو أماجغ على الترتيب وتعني كلها الغريب أو النبيل. وحسب قواعد اللغة الطارقية ينبغي أن تنتهي الكلمة بنون في حال الجمع؛ لذا فإن أقوام شمال إفريقيا حاولوا في لهجاتهم التي انبثقت عن هذه اللغة أن يعيدوا اللفظة الشاذة إلى القاعدة عندما أطلقوا على أنفسهم إمازغن، ومفردها أمازغ وجمعها بالعربية أمازيغ. والشذوذ لم يقتصر على اسم القوم، ولكنه تجاوزه لينسحب على اسم اللغة أيضا عندما أسموها تماهق أو تماشق أو تماجق (حسب لهجات المناطق المشار إليها آنفا)، لأن اللغة تفترض وجود تاء تأنيث في نهاية كل كلمة. ولكن تم إسقاط تاء التأنيث الأخيرة لأسباب فرضها ناموس النطق الذي يجعل من المستعسر نطق التاء إذا سبقها حرف الغين لتصير تماهغت، أو تماشغت، أو تماجغت كما تقتضي القاعدة، فتم استبدال الغين قافا نتيجة اندغام التاء في حرف الغين. وقد صارت الأسماء إيموهاغ أو إيموشاغ أو إيماجغن تستخدم لتشير إلى طبقة المحاربين في مجتمع الطوارق، وما عادت تستخدم لتشير لمجتمع الطوارق ككل وبدل منها صارت تستخدم الأسماء كل تماهق أو كل تماشق أو كل تماجق، حيث يقول الأستاذ محمد أحمد الشفيع في عنوان فرعي في بحثه عن الطوارق كيف يسمي هذا الشعب نفسه؟: «إن هذا الشعب يطلق على نفسه "كلتماجق" كما ينطقه الطوارق في النيجر أو "كلتماشق" كما ينطقونه في مالي أو "كلتماهق" كما ينطقونه في ليبيا والجزائر فالاختلاف هو نطق الحرف قبل الأخير من هذه الكلمة. وإذا ما حللنا الكلمة نجدها تتكون من جزأين: كَلْ: أي أهل، أصحاب.، تماشق: ومعناها اللغة الطارقية. وهذا يعني أن الطوارق يعرفون أنفسهم بأنهم أهل وأصحاب اللغة الطارقية». واختلاف هذه المسميات يرجع إلى تباين صوتي طرأ في اللغات الأمازيغية مايز بين نطق الزاي في الكلام عند الناطقين بالأمازيغية الشمالية وبين الطوارق الناطقين بالأمازيغية الجنوبية، حيث يوافق نطق الزاي [z] عند أهل آهقار وآجر هاء [h] وينطق في لهجات الطوارق الجنوبية [j] في مالي والنيجر (مثل: أهل قرس وآير وإولميدان) وينطق شينا [š] عند كل آضاغ في مالي.

## ثقافتهم

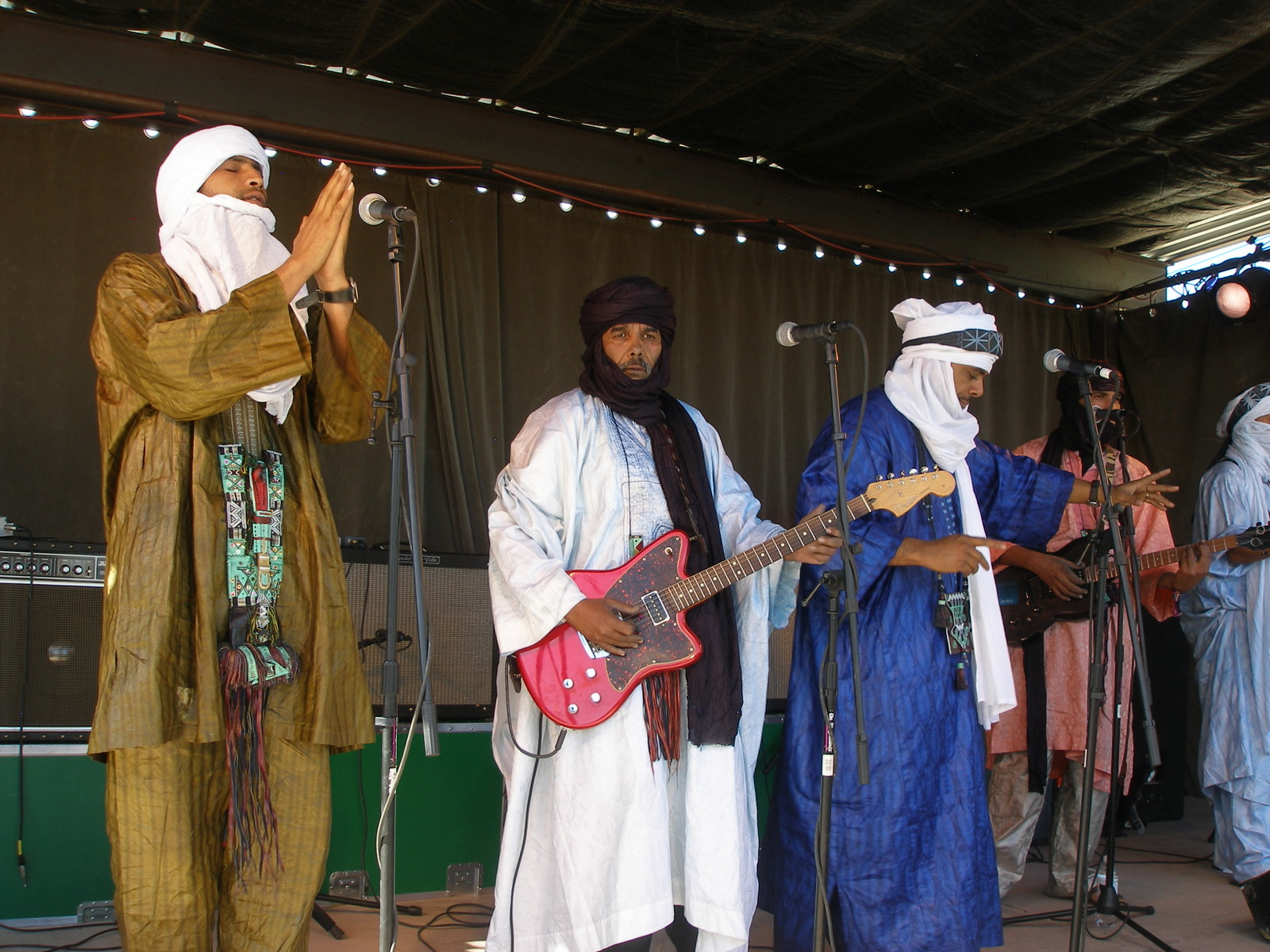
فرقة تيناريوين عام 2009 م.

### الأدب
ليس للطوارق أدب مكتوب - إذا ما استثنينا عددا من الأعمال المرجعية التي قام بجمعها بعض المستشرقين قبل قرن من الزمان، أو الأعمال الصادرة حديثا التي قام بجمعها باحثون من الطوارق أو باحثون غربيون، أو ما ينشره الشاعر الطارقي محمدين خواد - تتناقله الأجيال، وإنما لهم أدب شفوي ينتقل من جيل إلى جيل بالمشافهة. وللطوارق آداب في شتى صورها شعرا ونثرا وقصصا ومسرحيات صغيرة ونوادر وأمثالا وحكما ، ويمتلك الطوارق أدب نثري قوامه القصص التاريخية والبطولات والأساطير الشعبية. جمع الراهب والمستشرق الفرنسي شارل دو فوكو أشعارا ونصوصا نثرية وأغان طارقية في ثلاثة أعمال مختلفة، هي:
- قصائد طارقية (لهجة كل آهقار)، مجلدان - Poésies touarègues (dialecte de l’Ahaggar), 2 tomes.
- نصوص نثرية طارقية (لهجة كل آهقار) - Textes touareg en prose (dialecte de l’Ahaggar).
- أغاني الطوارق (تقديم: Dominique Casajus) - Chants touaregs ,Dominique Casajus (intro).

من الأعمال التي قام بجمعها باحثون من الطوارق وباحثون غربيون، ما يلي:
- يوهانس نيكولايسن: فلكلور الطوارق: قصائد وأغاني من أزواغ، 1944 م- Folklore Twareg. Poésies et Chansons de l'Azawarh.
- دومونيك كاساجو: حكاية جلد الحمار وحكايات الطوارق الأخرى، 1985 م- Peau d'Âne et autres contes touaregs.
- كارل.ج.برس، وغبدون محمد: قصائد طوارق كل آير، مجلدان، 1989 م- Poèmes Touaregs de l'Ayr, 2 tomes.
- الباكا، وموسى، ودومونيك كاساجو: قصائد وأغاني طوارق كل آير، 1992 م- Poésies et chant touaregs de l'Ayr.
- لووالي رينال، ونادين ديكور، ورامادا الغاميس: أدب الطوارق الشفوي: قصص وأمثال، 1997 م- Littérature orale touarègue: Contes et proverbes.
- محمد أغ إيرليس: حكايات وأمثال وألغاز طوارق كل آضاغ، 1999 م- Il n'y a qu'un soleil sur Terre : Contes, proverbes et devinettes des Touaregs Kel-Adagh.
- رسائل إلى المرابطين - رسائل الطوارق إلى الأب شارل دو فوكو، 1999 م- Lettres au Marabout - Messages touaregs au Père de Foucauld.
- جيفري هيث: نصوص تماشقية من تينبكتو وكيدال (مالي)، 2005 م - Tamashek Texts from Timbuktu and Kidal (Mali).

### الموسيقى
للطوارق آلات موسيقية يعزف عليها الحذاق من طبقة الحرفيين في الأفراح والأعراس، منها: التيندي وهي آلة إيقاع، وكذلك إمزاد أهم آلة موسيقية لدى الطوارق وهي آلة موسيقية وترية تشبه الكمان تعزف عليها النساء فقط. وقد أدرجت هذه الآلة وما يتعلق بها من مهارات ضمن لائحة التراث العالمي الثقافي اللامادي للإنسانية. وتشكلت في العصر الحاضر العديد من الفرق الموسيقية الطارقية من أشهرها تيناريوين، وتركافت، وتاميكريست، وإمرهان، وتوماست.

#### الاحتفالات الموسيقية والثقافية

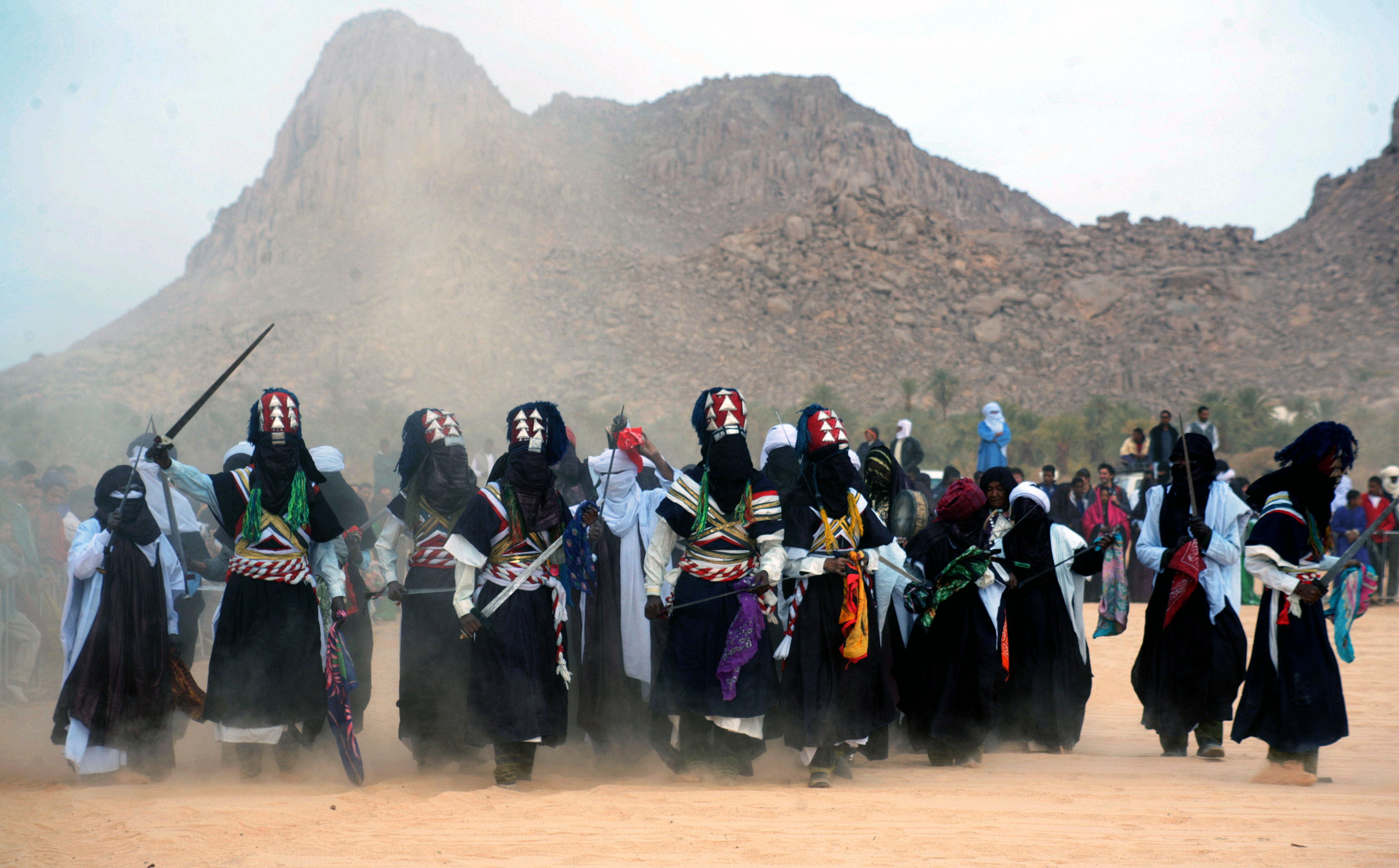
قيام مجموعة من طبقة (إينهضن) بعروض في احتفال سبيبة في جانت في الجزائر.

- احتفال البدو في في واحة إين غال في النيجر.
- احتفال سبيبة في جانت في الجزائر.
- احتفال شيريكن في أكابينو في النيجر.
- احتفال تاكوبلت في مالي.
- احتفال غات في ليبيا.
- احتفال الصحراء في تمبكتو في مالي.
- احتفال غدامس في ليبيا.

### الفنون

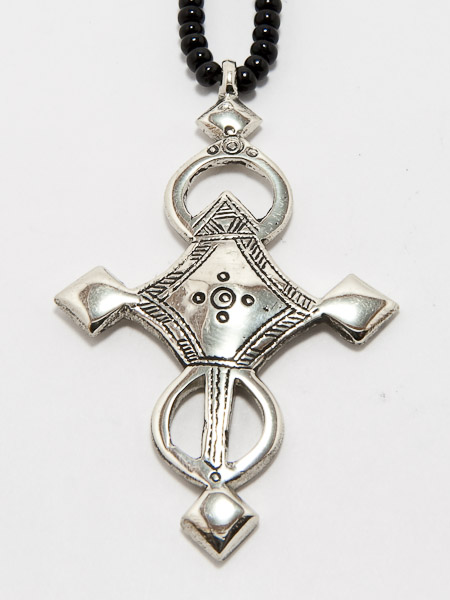
قلادة فضية من صنع طبقة الحرفيين.

أكثر فنون الطوارق تكون في شكل المجوهرات والحلي، وزخرفات السروج المعدنية والجلدية التي تسمى تريكت، وكذلك السيوف. طبقة الحرفيين (إينهضن) هي التي تمتهن هذه الحرف اليدوية، من بين منتجاتهم السيف الطارقي المسمى تاكوبا، والعديد من القلائد المصنوعة من الذهب أو الفضة والمسماة تاسغالت، والأقراط التي تسمى إزابان، وكذلك الصناديق ذات الزخارف الحديدية والنحاسية المعقدة التي تستخدم لحمل الأمتعة.

### الفلك
السماء الصافية في الصحراء سمحت للطوارق بأن يكونوا مراقبين جيدين للأجرام السماوية، من أسماء بعض الأجرام السماوية في لغة الطوارق:
- أزاق ويلي (الزهرة): الذي يشير إلى وقت حلب الماعز.
- شت أهض (الثريا): أخوات الليل السبع.
- أمانار (الجبار): محارب الصحراء.
- طالمت (الدب الأكبر): الناقة.
- أوارا (الدب الأصغر): الحُوار صغير الناقة.

### الملابس
- تاجلموست: لثام للرجال.
- ألاشو: قماش أزرق نيلي يلبسه الرجال كلثام، وتلبسه النساء كحجاب.
- بوكار: لثام أسود قطني للرجال.
- تاسوَرت: حجاب للنساء.
- تكضكضت: قميص للرجال والنساء.
- تاكرباست: قميص قصير للرجال والنساء.
- أكربي: بنطال للرجال.
- أفيتيك: قميص فضفاض للنساء.
- أفير: تنورة للنساء.
- تاري: تنورة سوداء كبيرة لفصل الشتاء.
- أبرنوش: معطف طويل من الصوف.
- أخيباي: قماش أخضر فاتح أو أزرق فضفاض للنساء.
- اغتيمان: حذاء.
- إرقازن: صندل جلدي أحمر.
- إبوشجن: حذاء جلدي.

عرف الطوارق بالشعب الأزرق أو الرجال الزرق لدى الرحالة والمؤرخين الأوربيين، مثل، كارل. ج. براس مؤلف كتاب (Th Tuaregs The Blue People)؛ بسبب الصبغة النيلية في قماش ثيابهم ولثامهم التي تترك بقعا زرقاء على بشرتهم. اللثام النيلي التقليدي لا يزال مفضلا للاحتفالات، وعموما فإن الطوارق يرتدون الملابس واللثام بألوان عديدة.

#### عادة اللثام
يقول ابن خلدون عن الملثمين الطوارق:
| طوارق | هذه الطبقة من صنهاجة هم الملثمون المواطنون بالقفر وراء الرمال الصحراوية بالجنوب، أبعدوا في المجالات هنالك منذ دهور قبل الفتح لا يعرف أولها، فاصحروا عن الأرياف ووجدوا بها المراد وهجروا التلول وجفوها، واعتاضوا منها بألبان الأنعام ولحومها انتباذا عن العمران، واستئناسا بالانفراد، وتوحشا بالعز عن الغلبة والقهر. فنزلوا من ريف الحبشة جوارا، وصاروا ما بين بلاد البربر وبلاد السودان حجزا واتخذوا اللثام خطاما تميزوا بشعاره بين الأمم... | طوارق |

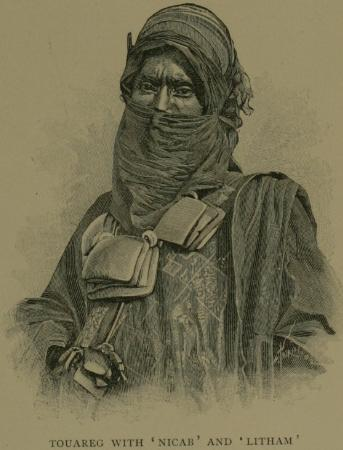
رجل طارقي ملثم من تمبكتو عام 1890 م.

ويصف ابن عذاري المراكشي الطوارق فيقول:
| طوارق | وهم قوم يتلثمون، ولا يكشفون وجوههم، ولذلك سموهم بالملثمين، وذلك سنة لهم يتوارثونها خلفا عن سلف. | طوارق |

وعن سبب اتخاذ اللثام يفسر الأديب الطارقي إبراهيم الكوني هذه العادة بقوله:
| طوارق | وقد اتخذ القوم اللثام لا حماية للرأس من عوامل الطبيعة كما يروج الجهلاء، ولكن لإخفاء الفم، لإخفاء عار الفم وهو اللسان. أي للحكم بالمنفى على عضلة لئيمة لا تضبط. | طوارق |

وما يؤكد هذا التفسير مقولة الطوارق: ((آوال داغ أماوال))، والتي تعني ((الكلام تحت اللثام)).

### المساكن
يسكن الطوارق خياما مصنوعة من الجلد أو الحصير أو القش. هذا قديما، أما الآن فيعيش كثير من الطوارق في المدن في الدول التي يتواجدون فيها، ففي ليبيا يعيشون في مدن مثل غدامس وأوباري وسبها وغات، وفي الجزائر يعيشون في تامنغست وإليزي وجانت وغيرها، وفي أزواد يعيشون في كيدال ومينيكا وتمبكتو ومدن أخرى، والأمر نفسه في النيجر وبوركينا فاسو.

#### العمارة البدوية
في حين أن أماكن معيشة الطوارق تتغير تدريجيا لتتكيف مع نمط عيش أكثر استقرار، فإنهم قد عرفوا جيدا بعمارتهم البدوية (الخيام). هناك أنواع عديدة موثقة من الخيام، بعضها مغطاة بجلد الحيوانات، والبعض الآخر بالحصير. تختلف هذه الأنواع حسب الموقع الجغرافي. الخيمة تبنى للمرة الأولى خلال حفل الزواج، إلا حد أن عبارة «صنع الخيمة» صارت رديفا للزواج. تم اقتراح أن بناء الخيمة التقليدية وتنظيم الحياة ضمنها، يمثل صورة مصغرة عن العالم الأكبر، ويعمل كمساعد لصقل الخبرات المجربة لدرجة أن الانتقال بعيدا عن الخيمة يمكن أن يسبب تغيرات في شخصية كل من الرجال والنساء، كما تضعف قوة الاستقرار التي تهبها. تضم المساكن التقليدية ما يلي:
- أهاكيت: خيمة حمراء من جلد الماعز.
- تفالا: مظلة مثبتة بعصي من الدخن.
- أكربن: كوخ مؤقت لفصل الشتاء.
- تغاشامت: منزل طيني للإقامة الطويلة.
- أتيغام: كوخ لفصل الصيف.

### الطعام

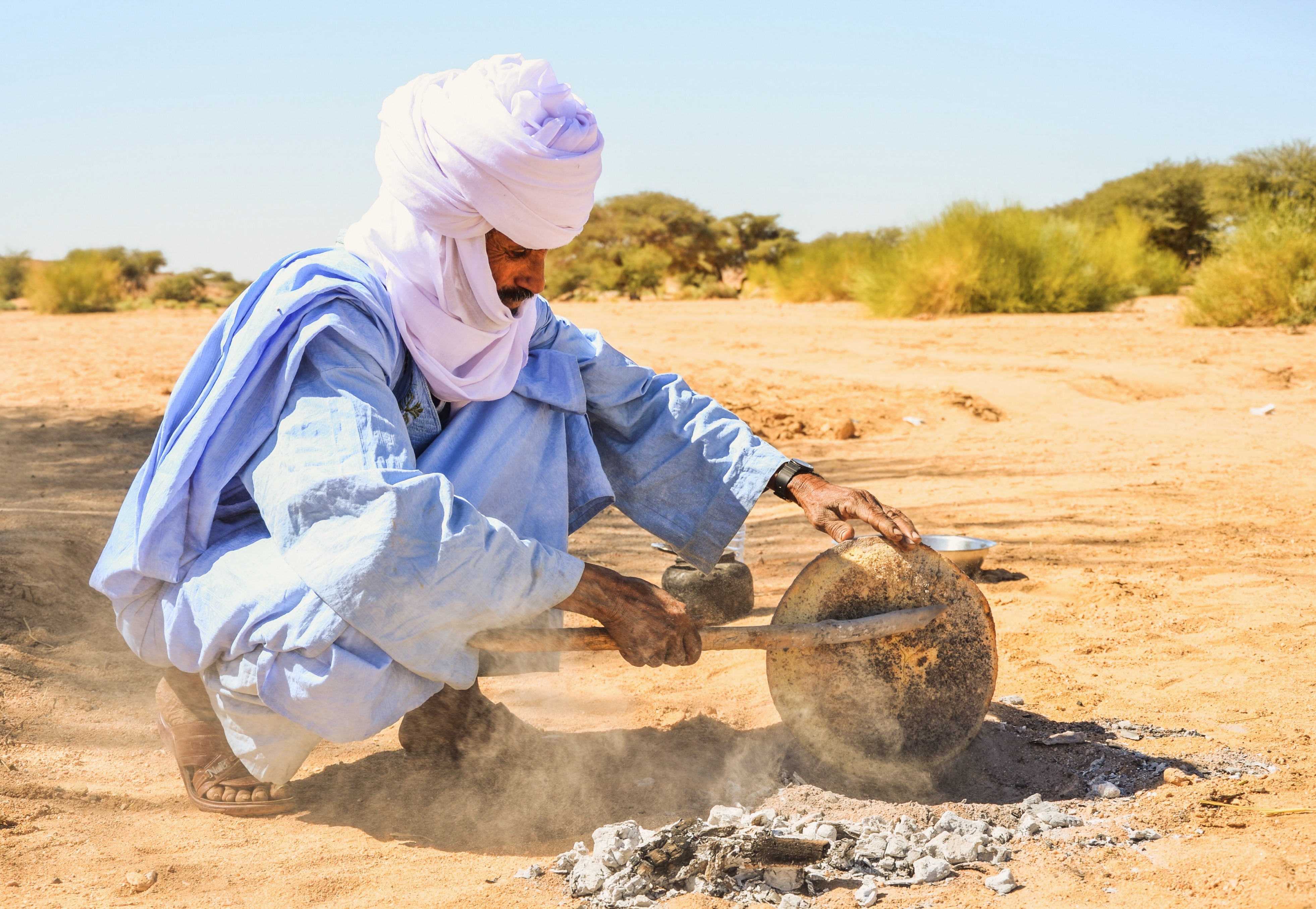
رجل طارقي يعد تاجلا على الجمر.

العيش في الصحراء يستلزم من الطوارق أن يأكلوا ما يجدونه، لذا فغذاؤهم غير معقد وهم صبورون على الجوع والعطش، وغذاؤهم الأساسي اللحم والحليب ومتى وجدوا هاتين المادتين لا يطلبون سواهما، ويأكلون الذرة والدخن، وفي الشمال يأكلون القمح والشعير في مناطق آزجر، وآير، وآهقار، وهم حريصون على تناول طعامهم بالملاعق. اللحم المشوي أساسي لدى الطوارق فهم يشعلون النار ويضعون اللحم في الرمل الحامي حتى يصير أقرب للنضج فيخرجونه ويأكلونه، وهم لا يأكلون الدجاج ولا بيضه. كما ينضجون خبزهم على الجمر، ويسمونه (تاجلا). ويدخل الطوارق الحليب في عدة أنواع من طعامهم، حيث يطهونه مع الدقيق فيصير حساء ويأكلونه، أو يشربونه مع التمر أو يأدمون به الأرز أو كسكسي القمح أو كسكسي الشعير. منتجات الألبان الشائعة تضم حليب الماعز والنوق المسمى (آخ)، ومنه تصنع الجبن (تاكمورت)، والزبدة (تاسوندوت)، والسمن (أودي). الشاي التقليدي يسمى (أتاي)، وهو يصنع من الشاي الأخضر المجفف، ويضاف إليه السكر. يصب الشاي في كؤوس زجاجية صغيرة من ارتفاع عال لصنع رغوة. (أغاجيرا) مشروب حالي مركز يشرب بملاعق كبيرة، يصنع بسحق وخلط الدخن، والجبن، والتمر، والحليب، والسكر، ويقدم عادة في المناسبات.

### الأسلحة التقليدية
- تاكوبا: سيف طوله متر واحد.
- ألاغ: رمح طوله متران.
- آغره: درع ارتفاعه 1.5 متر.

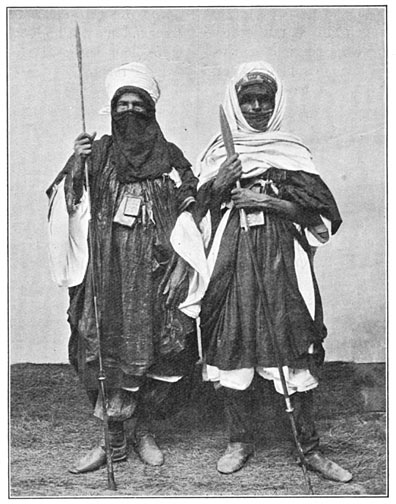
رجلان طارقيان عام 1906 م.

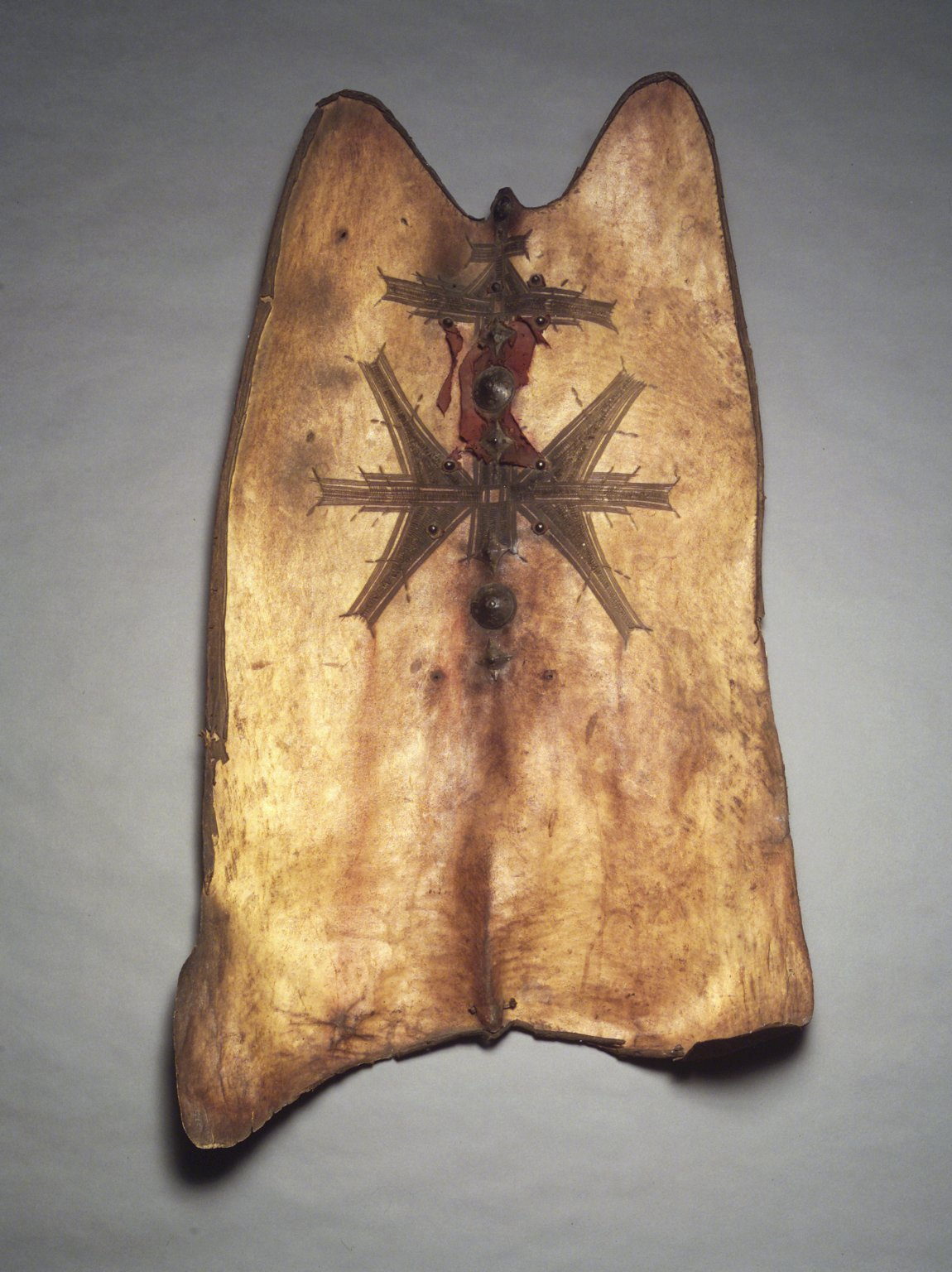
درع طارقي من أواخر القرن التاسع عشر.

- تاغدا: رمح خشبي نحيل ذو رأس حديدي حاد.
- تجانز: قوس خشبي مغطى بالجلد.
- أمور: سهم خشبي.
- شيرو: خنجر طويل.
- تيلاق: خنجر قصير يحتفظ به في غمد، ويعلق على الساعد الأيمن.
- أبوري: عصا خشبية.
- أبرتك: سوط قصير.

في عام 2007 م أقام مركز كانتور للفنون بجامعة ستانفورد معرضا بعنوان (Art of Being Tuareg: Sahara Nomads in a Modern World). كان المعرض الأول من نوعه في الولايات المتحدة الأمريكية، وكان تحت إشراف توم سليغمان، مدير المركز. الذي كان لقاؤه الأول بالطوارق عام 1971 م، عندما سافر عبر الصحراء الكبرى متطوعا في فرق السلام. المعرض يضم مصنوعات حرفية، ومستلزمات مزخرفة، مثل، سروج الجمال، والخيام والحقائب، والسيوف، والتمائم، والوسائد، والملابس، والأقراط، والملاعق، والطبول. المعرض أقيم كذلك في متحف فاولر بجامعة كاليفورنيا (لوس أنجلوس)، والمتحف الوطني للفن الأفريقي بواشنطن التابع لمؤسسة سميثسونيان. عبر التاريخ كان الطوارق محاربين محترمين ومعروفين. ضعفهم عسكريا في العصر الحاضر مع اختراع الأسلحة النارية، مرده إلى أنهم لم يملكوا هذه الأسلحة. أسلحة المحارب الطارقي تضم تاكوبا (السيف)، وألاغ (الرمح)، وآغره (الدرع)، المصنوع من جلد الظباء.

## تعدادهم
في غياب إحصاءات دقيقة وموثقة لا يمكن إعطاء رقم صحيح عن عدد الطوارق في منطقة الساحل الأفريقي أو في دول شمال أفريقيا. وثمة تقديرات غير رسمية تذهب إلى أن عددهم الإجمالي يناهز 3.5 ملايين. وهناك تقديرات أخرى تذهب إلى أن عددهم حوالي 4 ملايين عام 2006 م، وتجدر الإشارة إلى أن الدول التي يسكنها الطوارق تحاول دائمًا تقليل عددهم في الإحصائيات الرسمية للتقليل من شأنهم.

## الطبقات الاجتماعية التقليدية

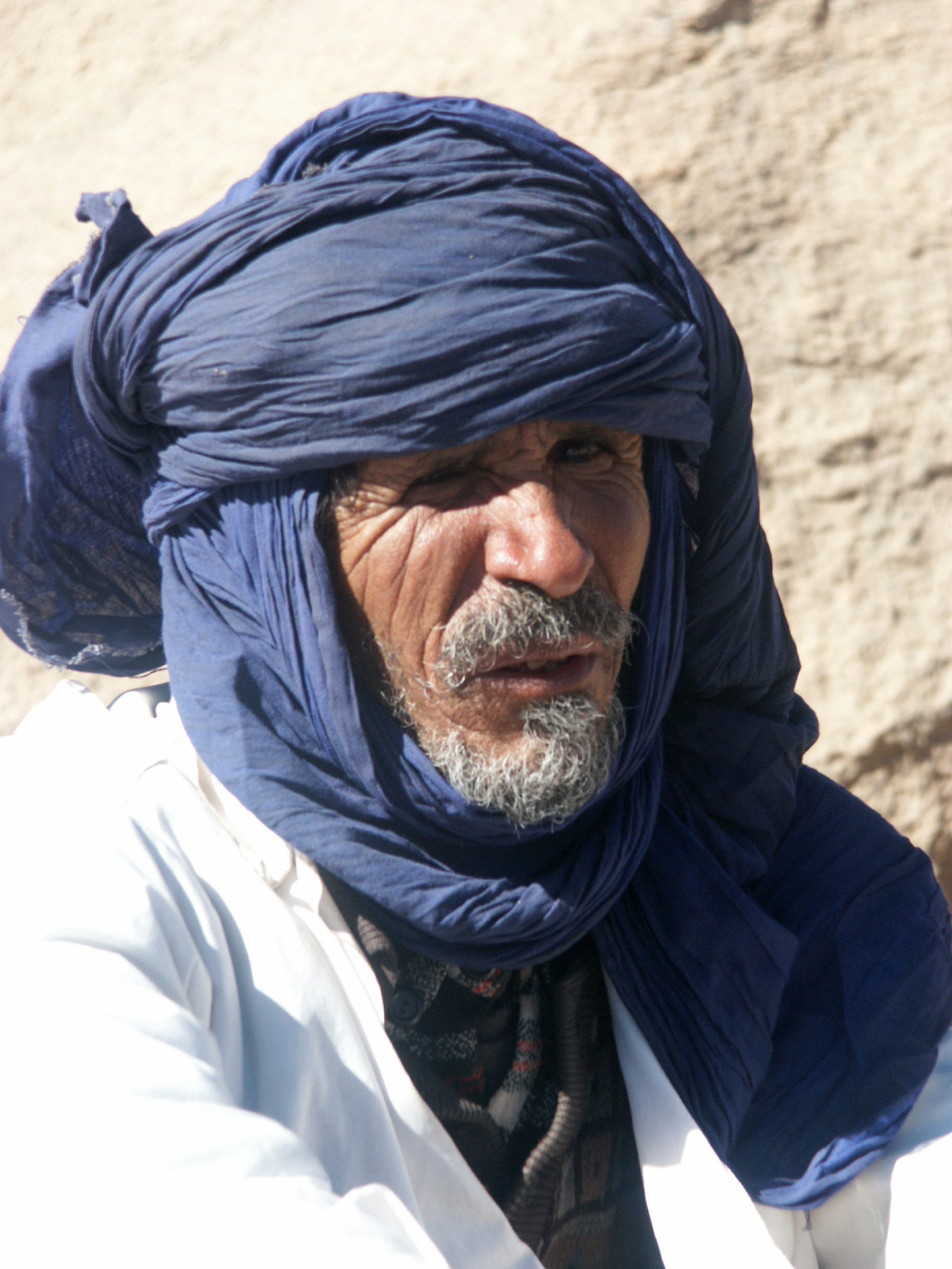
رجل من طوارق الجزائر.

يتميز مجتمع الطوارق بوجود فوارق طبقية متباينة ومتمايزة لدرجة أن التزاوج لا يتم في أغلب الأحيان بين طبقة وطبقة أخرى إلا ما ندر. وأن حرفا معينة لا يقوم بها غير المصنفين في طبقة معينة وتعتبر مشينة لطبقة أخرى إذا قامت بها. وهذا التنظيم الطبقي للوظائف والأعمال في العاصر الحاضر لم يعد معمولا به إلى حد كبير، وإن بقي معروفا إلى أي الطبقات تنتمي كل قبيلة.

### طبقة النبلاء
وهاتان الطبقتان بنفس المنزلة والمكانة.
- طبقة المحاربين (إيموهاغ - إيموشاغ - إيماجغن): وهذه الطبقة تتكون من أولئك الذين يتمسكون بالعادات والتقاليد العريقة. والذين يبرزون أنفسهم ويفرضون شخصيتهم على الآخرين سواء في الحروب أو بمركزهم المادي أو قوة شخصيتهم، ومن هذه الطبقة يكون السلاطين في السطلنات الطارقية.[44] ومنها أيضا يكون المحاربون، بالإضافة إلى طبقة الأتباع.[45] كذلك تسيطر على طرق القوافل بمساعدة رجال من طبقة الأتباع. المجاعات التي حدثت في سبعينات وثمانينات القرن العشرين بعد الاستقلال أجبرتهم على ترك فوارقهم الطبقية، وتبني نمط عيش مختلف، والانخراط في أعمال، مرفوضة تقليديا بالنسبة لهم كالزراعة مثلا.[46]
- طبقة الفقهاء (إينسلمن): تكونت هذه الطبقة من مجموعات من القبائل التي تفقهت في الدين وتفرغوا له وتولوا عملية نشره بين الطوارق وتحفيظ القرآن لأبناء الطبقات التي ترغب في تعليم أولادها. وتكونت هذه الطبقة لدى الطوارق بعد ظهور الإسلام. وهي طبقة محترمة يقدرها الجميع وينظرون إليها على أنها المحافظة على الدين الإسلامي في مجتمع الطوارق.[47] ومنصب الإمام في السلطنات الطارقية يتولاه أحد الفقهاء المتضلعين في الدين الإسلامي من هذه الطبقة.[48]

### طبقة الأتباع (إيمغاد)
((وقد تكونت هذه الطبقة من من الأسر والعشائر التي لم تساعدها الظروف على التمسك بالعادات والتقاليد الطارقية. ولم يلزم أصحابها أنفسهم بالمحافظة على الضوابط الاجتماعية الصارمة التي يلتزم بها النبلاء. وذلك إما لكونهم لا يطمعون في تولي السلطنة ولا يرغبون في فرض أنفسهم على غيرهم من القبائل. أو لكونهم من قبيلة مقهورة تغلبت عليها قبيلة السلطان فأخضعنها لتبعيتها أو كانت من قبيلة غريبة وفدت إلى المنطقة وهي في حالة ضعف يكفيها أن تحصل على السماح لها بالاستضافة ورعي مواشيها في مضارب القبيلة المضيفة، مقتنعة بانضمامها إلى رعايا القبيلة الحاكمة. ويقتصر عمل الأتباع على حرفة الصيد خدمة لأسيادهم النبلاء ويأخذ منهم السلاطين مرافقين لهم لخدمتهم. كما تأخذ نساء النبلاء مساعدات وصديقات من نساء رعاياهم (إيمغاد) التابعين لهم.))  وأفراد طبقة (إيمغاد) هم محاربون أشداء ويتخذ منهم السلاطين جل جيوشهم.

### طبقة الفلاحين (إيزاقاغن)
كذلك يعرفون بالحراطين، وهم أولئك الذين يعيشون في الواحات في مناطق الطوارق في الجزائر. صاروا بطبيعة الحال تحت سيادة الطوارق منذ أن صبحت المساحات الصالحة للزراعة في الواحات صغيرة بالمقارنة مع المناطق الصحراوية. كل عائلة من طبقة النبلاء أو الأتباع لديها عقد مع أحد الحراطين، حيث يملكون الأرض التي يزرعها، ويزودونه بالبذور، والأدوات الزراعية، والملابس، ويسمحون له بالمقابل بالإبقاء على خمس المحصول كأجرة على عمله. وعليه فإن الحراطين يسمون أحيانا مستأجري الخمس. من المحتمل أن يكون الحراطون أحفاد الإثيوبيين الذين كانوا تحت سيطرة الجرمنتيين (قدماء الطوارق). الحراطون الأصليون سمر مع حمرة مع القليل من الملامح الزنجية. اليوم يعتبرون سلالة هجينة من البيض والسود. الحراطون في آهقار هم نتيجة اختلاط مجموعات متنوعة من الناس. البعض منهم عاش هناك دائمًا، ولكن الغالبية منهم جلبوا من منطقة تيديكيلت إلى الغرب منذ ما يقارب 150 سنة من أجل زراعة أرض الطوارق. كذلك فإن الحراطين يجيدون بناء قنوات الري تحت الأرض.
الحراطون الأصليون قد اختلطوا بالعبيد السود المحررين الذين احترفوا الزراعة. الحراطون أنفسهم لا يسترقون العبيد. ارتباطهم بمجتمع الطوارق فيه نوع من المرونة. يتحدث الحراطون العربية والطارقية، ولكن في مناطق أخرى يتحدثون لغة السونغاي جنب إلى جنب مع العربية والطارقية، كواحة تابيلبيلا في موريتانيا على سبيل المثال.
هناك قوم من الزنوج يسمون (إكيواران) يعيشون في واحة غات في ليبيا. يبدون ذوو صلة بالحراطين الأصليين، ولكن يتحدثون العربية والطارقية. بالمثل هناك مجموعات عرقية قديمة في إنقال (إساواغان) وفي أغاديس (إماقادازان) الذين يتحدثون لغة السونغاي مع ألفاظ طارقية قوية. هؤلاء تقليديا مزارعو نخيل وبستانيون.

### طبقة الحرفيين (إينهضن)

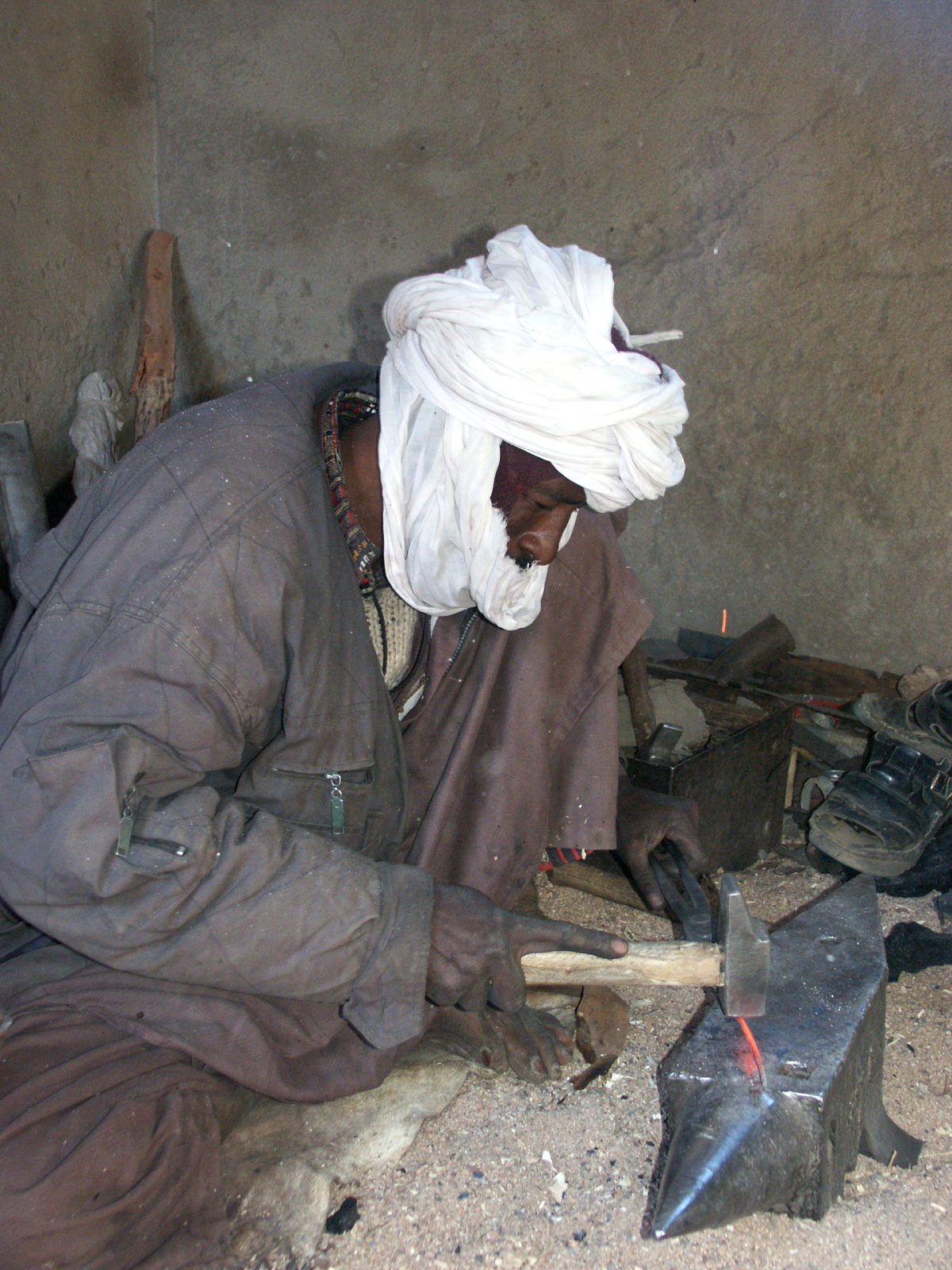
رجل من طبقة الحرفيين في آهقار في الجزائر.

هذه الطبقة تحتكر الصناعات التقليدية وهي التي تصنع كل لوازم الحياة في الصحراء. كالمواد المنزلية، والقصاع، والأقداح، والخيمة من الجلد، وأوتاد الخيمة، وركائزها، ورواحل الإبل، وسروج الخيل وتجهيز الإبل بالأكياس الجلدية المنقوشة والمطرزة كما يصنعون آلات الحرب، والدرق، والرماح، والسيوف، والخناجر. ويصنعون الحلي للنساء والرجال، كالخواتم، والأقراط، والأساور، والخلاخيل، والمجوهرات وصياغة المعادن. ومن الحرفيين هؤلاء تخرج طبقة المغنين والشعراء والمداحين، وهم الذين يقومون بالتمثيلات البدائية المضحكة  وكل مجموعة من الحرفيين يتبعون قبيلة من قبائل الطوارق، وينتسبون إليهم. أصل الحرفيين مختلف فيه، ومما قيل في ذلك أنهم قد يكونون من أصل يهودي.

### طبقة العبيد والموالي (إيكلان)

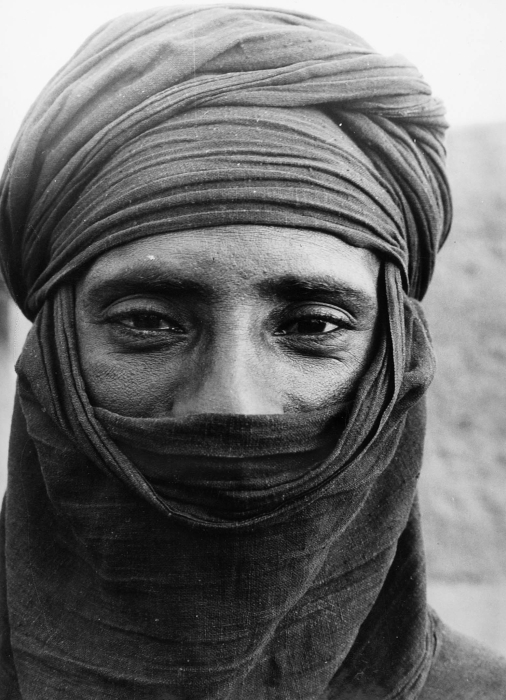
رجل من طبقة العبيد.

هذه الطبقة أغلبها من السود الذين كانوا يستخدمون لدى القبائل القوية. وقد امتزجوا بالمجتمع الطارقي وأصبح كل شخص ينتمي إلى قبيلة سيده. وعلى مدى الزمن تحرروا وأصبحوا جزءا من قبائل الطوارق التي صاروا ينسبون إليها. وقد جاءوا في البداية كرقيق من إفريقيا عن طريق الشراء أو الخطف أو الإغارة. ولكن آخرين قدموا أنفسهم كعبيد بطوع لينقذهم أسيادهم الجدد من الجوع في سنوات القحط والمجاعة. ويشتغل هؤلاء العبيد والموالي بالرعي لأسيادهم وخاصة رعي الإبل. كما يقوم هؤلاء بالزراعة وأعمال المنزل كخدم منازل وجلب المياه من الآبار والحطب لإشعال نار الموقد في الخيمة وليس لهؤلاء الناس قبيلة مخصوصة وإنما هم متوزعون في كل القبائل. أما الموالي فهم أبناء العتقاء الذين كانوا في البداية عبيداً وتحرروا منذ عهود الإسلام الأولى. وأصبحوا يزاولون أعمالهم الخاصة ضمن قبائلهم المتواجدين فيها.
لم يكن الطوارق العرقية الوحيدة التي لديها عبيد في غرب أفريقيا، فالسونغاي لديهم عبيد ويعرفون بـ(بيلا)، وكذلك الهوسا لديهم عبيد ويعرفون بـ(بوزو)، ولا يزال بعض الطوارق حتى العصر الحاضر لديهم عبيد.
عندما تأسست السلطات الاستعمارية الفرنسية، مررت قانونا لإلغاء العبودية، ولكن لم يتم تطبيقه. هناك من يرى من المهتمين أن هدف الفرنسيين من القانون كان تفكيك النظم الاقتصادية التقليدية لدى الطوارق، التي تعتمد على تشغيل العبيد، أكثر من تحرير العبيد أنفسهم.
المؤرخ مارتن كلاين أشار إلى المحاولات الكثيرة التي قامت بها السلطات الاستعمارية الفرنسية في غرب إفريقيا، لتحرير العبيد في مناطق الطوارق، بعد ثورة 1914 – 1916 م التي قادها فيهرون. بالرغم من ذلك، أظهرت الاحصاءات الفرنسية بعد الحرب العالمية الثانية أن هناك 50 ألف من العبيد تحت ملكية أسيادهم من الطوارق في منطقتي غاو وتمبكتو منفردتين. هذا كان بعد أربعة عقود على الأقل من الإعلان الفرنسي للتحرير الجماعي للعبيد في مناطق أخرى من المستعمرات الفرنسية. حدثت في عام 1946 م سلسلة من عمليات الفرار الجماعي قام بها عبيد الطوارق بدأت في مدينة نيورو ولاحقا في منكا، لتنتشر سريعا على طول نهر النيجر. في العقد الأول من القرن العشرين قدرت الإدارة الفرنسية في مناطق الطوارق الجنوبية نسبة الطوارق الأحرار إلى العبيد بحر مقابل 8 أو 9 من العبيد. في نفس الوقت كان العبيد يشكلون ما بين 70 إلى 80 بالمئة من شعب الفولان في ماسينا، بينما كان العبيد لدى السونغاي حول غاو يشكلون ما بين 3/2 إلى 4/3 من مجموع السونغاي. استنتج كلاين أن 50 بالمئة تقريبا من سكان السودان الفرنسي في بداية القرن العشرين كانوا عبيدا أو ذوي علاقة بالعبيد.
بينما تباينت نتائج مساعي دول ما بعد الاستقلال لتجريم العبودية. استمرت العلاقات الطبقية التقليدية في عدد من المناطق، بما في ذلك نظام العبودية.
وفقا لبرنامج (بوب جيلدوف في أفريقيا) الذي عرضته قناة (Travel Channel)، فإن أحفاد العبيد المعروفين بـ(بيلا) لا يزالون عبيدا في كل شيء إلا بالاسم. في النيجر حيث ممارسة العبودية كانت محظورة، أظهرت دراسة عام 2003 م أن 8 بالمئة من السكان كانوا مستعبدين.
العديد من العبيد في مالي الذين كانوا مملوكين من قبل الطوارق تحرروا خلال عامي 2013 م و2014 م عندما تدخلت القوات الفرنسية باسم الحكومة المالية لمحاربة الجماعات الإرهابية التي ظهرت إبان ثورة الطوارق 2012 م.

## الحياة الاقتصادية

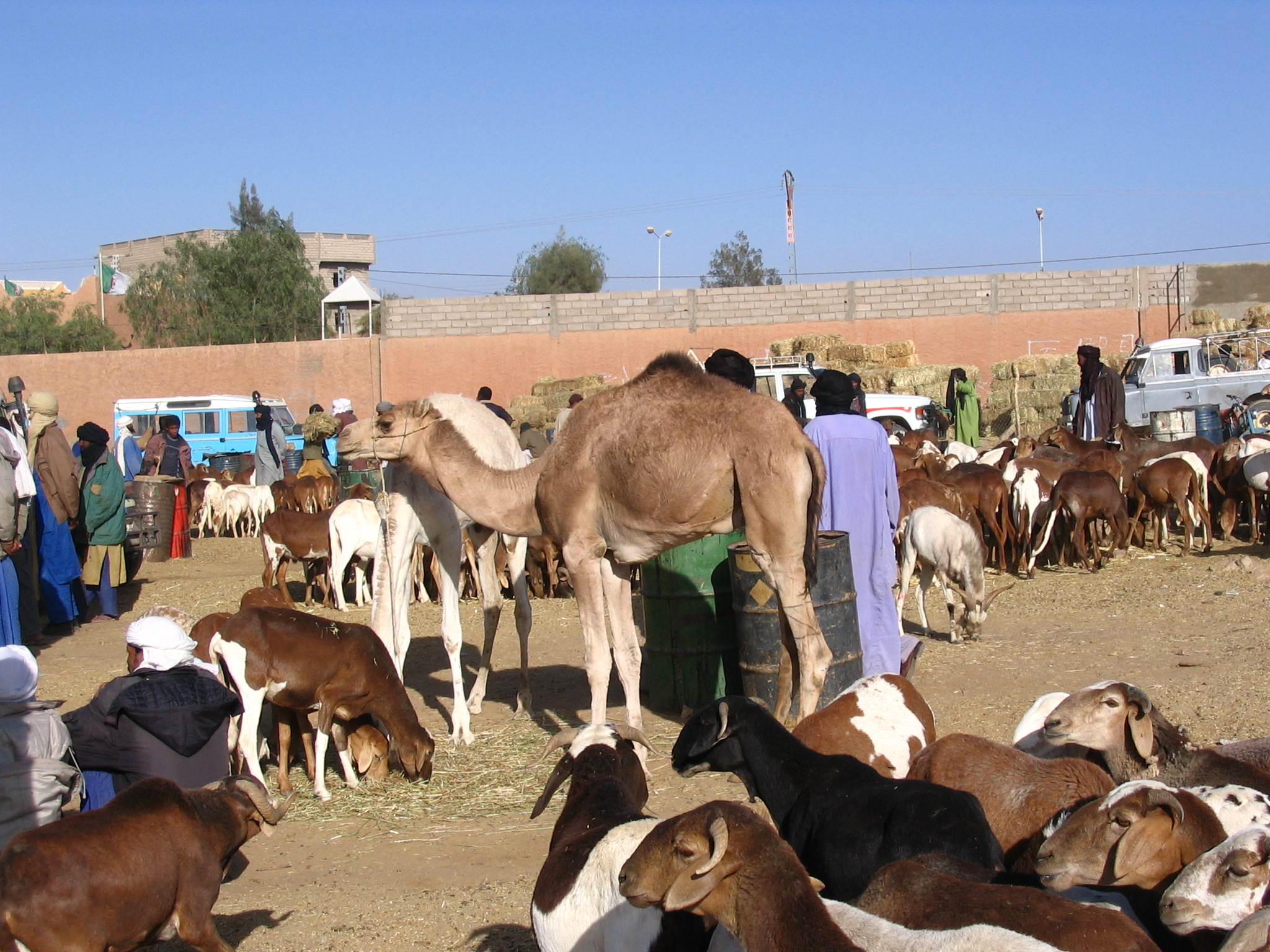
سوق الماشية في تمنغست في الجزائر.

قد ظل الفقر نسبيا بلا موطن في صحراء الطوارق طوال القرون الماضية بفضل قوافل التجارة التي لم تنقطع يوما حتى دخول الفرنسيين وهيمنتهم على الصحراء ومنافذها، وإيقافهم لتلك العجلة والشريان اللذين أنقذا سكان الصحراء من الهلاك مرات تلو أخرى ، فقد تمكن الطوارق بفضل موقعهم المتوسط بين شمال إفريقيا وغربها من السيطرة على طرق القوافل المارة بأرضهم التي كانت مزدهرة، حيث كانوا يفرضون الضرائب على هذه القوافل، مقابل القيادة والحماية أو مقابل عبور الأرض، وإذا رفضت هذه القوافل دفع الضرائب، فإنهم يستولون عليها، وقد ظلت هذه هي الحال حتى قدوم الفرنسيين الذين استغرقهم الأمر جيلا أو أكثر، والعديد من المعارك الطاحنة لإخضاع الطوارق. كذلك كان الملح الموجود في بعض مناطقهم، مثل، مناجم ملح مجزّان بغدامس، وتاودني، وبلما، ينقل في قوافل تجارية إلى أوطان الجنوب المتاخمة للأدغال ليباع هناك بوزنه ذهبا.
أي أن الطوارق كانوا قبل الاستعمار الفرنسي يسيطرون على طرق القوافل، ويعملون في الرعي في آن معا، أما الآن فيشتغل الطوارق بتربية الماشية فقط من إبل وماعز وضأن، كما يربي طوارق الجنوب المتواجدون في منطقة السافانا البقر، حيث المياه وفيرة. ويتخذ الطوارق من ألبان الإبل والبقر طعامهم الرئيسي وكذلك من لحومها. ويقوم العبيد والموالي برعي هذه المواشي وتفقدها، وينتقل الطوارق من مناطقهم نحو المناطق الممطرة تبعا لرعي مواشيهم، ويحتقرون الزراعة ولا يحسنونها أصلا، ويعتبرونها من عمل العبيد والطبقات السفلى، ويحترفون الصيد خاصة صيد الغزلان والوعول والنعام والزرافات. وبسبب الجفاف الذي ضرب منطقة الساحل والصحراء فقد تأثرت حياة الطوارق كثيرًا خصوصا في دولتي مالي والنيجر، بسبب التهميش الحكومي، حيث لم تقم هاتان الدولتان بأي مشاريع تنموية في مناطق الطوارق فيهما.

## تاريخهم

### ما قبل التاريخ

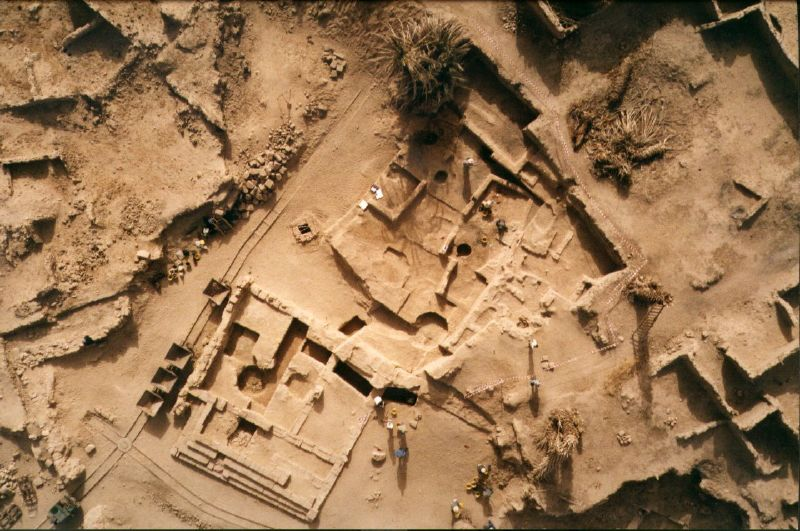
آثار مدينة جرمة عاصمة الجرمنتيين.

تعد حضارة الجرمنتيين أسلاف الطوارق الحضارة التي ينتمي إليها أول إنسان عرفه التاريخ كما تقول المصادر، وقد تشتت جزء من الجرمنتيين هذه القبيلة البدئية الكبرى، وانتقل إلى وادي النيل شرقاً، وبلاد الرافدين (سومر)، وإلى اليونان وبلاد اللاتين شمالا مؤسسا لأكبر شتات عرفه التاريخ. وقد أسس الجرمنتيون دولة عظمى منذ أكثر من عشرين قرنا في الصحراء الليبية وحضارة متطورة كما يؤكد عالم الآثار البريطاني ديفيد ماتينغلي، وكانت مدينة جرمة في وادي الآجال عاصمة دولتهم.

### الملثمون
الملثمون هم الجيل الثاني من قبيلة صنهاجة الأمازيغية وقد أسسوا مملكة أودغست الإسلامية، ثم دولة المرابطين. وقبائل الملثمين وفيرة العدد قيل إنها تجاوزت السبعين، وقد ذكر المؤرخون أن من أهمها قبائل لمتونة، وجدالة، ومسوفة، ولمطة، وترغة، وسرته، وجزولة، وسمطة، وتازكاغت، وكاكدم، وتندغ، وانتصر، وبنو نيتسر، وتريكة، وزغاوة، وواشان، وثمالة، وإيتوارى، ومداسة، وكدالة، وهكسورة. وهم أسلاف الطوارق بدليل أنهم يحتلون نفس المناطق التي يحتلها الطوارق الآن، بل إن أسماء بعض قبائل الطوارق لا تزال هي نفسها أسماء قبائل الملثمين في العصور الوسطى. فقبيلة إقدالن الحالية هي بقية قبيلة جدالة ، وكذلك قبيلة إنمغراون هي بقية قبيلة مغراوة ، وأيضا قبيلة إمسوفن هي بقية قبيلة مسوفة.

#### مملكة أودغست الإسلامية
كان إسلام قبائل الملثمين في القرن الثالث الهجري ذا أثر بالغ في تاريخ هذه القبائل، وتاريخ المغرب والسودان (غرب إفريقيا). فقد تمخض عن قيام تحالف قوي ضم قبائل الملثمين جميعها بزعامة لمتونة، وذلك بفضل الجهود التي بذلها الزعيم اللمتوني تيولوتان بن تيكلان، الذي أسلم وحسن إسلامه، وأكسبه دينه الجديد القوة التي مكنته من إتمام هذا التوحيد، فلما تم التحالف كان على القبائل المتحالفة أن تعد العدة لتوسع جديد ، فكان التوسع صوب الجنوب، باتجاه مملكة غانا الزنجية ، فلم يكن مستغربا أن ينجح الحلف الملثم نجاحا بعيد المدى، وأن يثخن في ديار غانا، وأن يردهم صوب الجنوب، وأن يمضي قدما في توسعه حتى أصبح على مسيرة أيام من منحنى النيجر، كما وضع يده على مدينة أودغست، وفرض الجزية على الشعب المغلوب على أمره، وتخذ هذه المدينة حاضرة له. ويفيض المؤرخون في وصف هذا الملك العريض، الذي حققه زعيم صنهاجة اللمتوني، فيقولون أنه كان مسيرة ثلاثة أشهر، ويدللون على قوة ذلك الملك الصنهاجي فيقولون أنه كان يركب في مئة ألف نجيب. وهذا إن دل على شيء، فإنما يدل على هذه القوة الجبارة، التي تمخضت عن هذا الحلف الملثم القوي. ويروي المؤرخون أن هذا الزعيم توفي عام 222 هـ، ثم خلفه يلتان وقام بأمرهم وتوفي سنة 287 هـ، وقام بأمرهم بعده ابنه تميم إلى سنة 306 هـ وقتله صنهاجة وافترق أمرهم.

#### دولة المرابطين

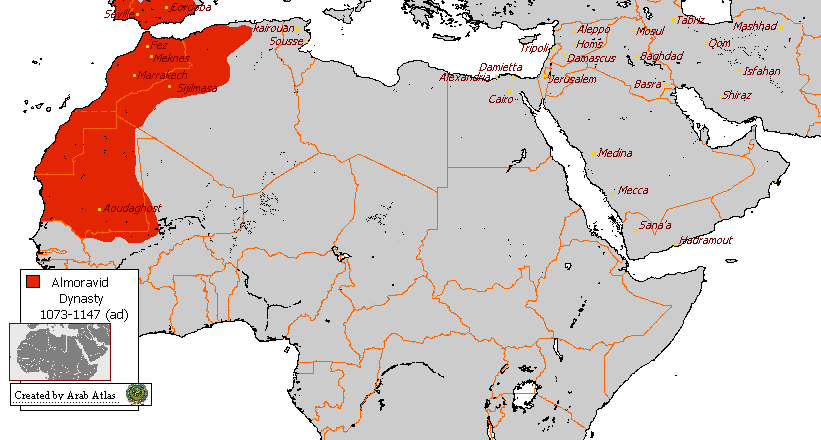
حدود دولة المرابطين في أقصى اتساعها.

كانت قبائل الملثمين ذات اليد الطولى على الدولة المرابطية أول دولة في منطقة المغرب الإسلامي بكامل المعنى، فقد كان المغرب الإسلامي قبل ظهور هذه الدولة مجرد إمارات صغيرة ومبعثرة مبنية على أساس قبلي. اعتمدت الدولة في نشأتها على دعوة الشيخ عبد الله بن ياسين وقوة قبائل الملثمين الطبقة الثانية من صنهاجة، وخاصة قبيلتا لمتونة وجدالة. فتأسست الدولة على منهج إسلامي سني مالكي قويم، وإلى قبائل الملثمين يرجع الفضل في نشر لواء الإسلام في ربوع إفريقية، والسودان الغربي، لأنها ظلت بعد أن تم إسلامها قرونا طويلة تجاهد قبائل السودان، وتحملها على الإسلام حملا، حتى توجت جهودها بالنجاح، ولا تزال آثارها باقية حتى اليوم. وقد استطاعت هذه القبائل بعد أن تم تحالفها أن ترفع لواء مذهب مالك في أقاصي الصحراء وأن تخرج من ديارها مجاهدة عاملة على إحياء الإسلام، ونشر لوائه، وكان لدولة المرابطين التي أسستها دور في مد عمر الأندلس أربعة قرون أخر، حيث كسر المرابطون شوكة النصارى في معركة الزلاقة الشهيرة بقيادة أمير المسلمين يوسف بن تاشفين، وقضوا بعد ذلك على حكم ملوك الطوائف، وضموا الأندلس إلى دولتهم، فكانت حدود دولتهم من منحنى النيجر حتى البحر الأبيض في الشمال، بل جاوزته إلى الأندلس، وقد استمرت دولة المرابطين قرابة مئة عام منذ سنة 448 هـ - 1056 م إلى سنة 540 هـ - 1145 م.

### التاريخ الحديث

#### سلطنات الطوارق
السلطنة (تمغر) هي اتحاد مجموعات من القبائل يجمعها (الطبل) الواحد الذي يمتلكه السلطان (أمنوكال) الذي يعينه مجموعة شيوخ القبائل (إمغارن) المتحدة والمتحالفة وتعتبر السلطنة كل الأراضي التي تتنقل فيها القبائل التابعة لها حدود أراضيها ومدار هيمنتها. وقد سادت هذه السلطنات مناطق الطوارق قبل مجيء الاستعمار الفرنسي قرون عديدة قبل أن يأتي ويزيلها، وتحل محلها الدول المستقلة التي تقاسمت وطن الطوارق، وتضم هذه السلطنات:
- كل آهَقار: تقع في جبال آهقار في الجزائر، ومركزها تمنغست.
- كل آجر أو كل آزجر: تقع غرب ليبيا وشرق الجزائر. تمتد من غدامس ومرزق في ليبيا إلى جانب إليزي في الجنوب الشرقي الجزائري، وتتخذ من مدينة غات مركزا لها.
- كل آضاغ: تقغ في جبال أدرار إيفوغاس في مالي.
- كل قرس: تقع وسط جنوب النيجر.
- كل أواي: تقع شمال وسط النيجر.
- كل آير: تقع في جبال آير.
- إولميدان:
  - كل أترام: تقع على منحنى نهر النيجر ومركزها منكا.
  - كل دينيك: تقع إلى الشرق بالنسبة إلى كل أترام، ومركزها طاوة.

في أواخر القرن التاسع عشر قاوم الطوارق الاستعمار الفرنسي لأراضيهم، بالرغم من أنه لم يكن هناك أي تكافئ بين أسلحتهم التقليدية وأسلحة القوات الفرنسية المتطورة. بعد عدد من المذابح في كلا الطرفين ، كسرت مقاومة الطوارق، وأجبروا على توقيع معاهدات سلام عام 1905 م في مالي وعام 1917 م في النيجر. في جنوب الجزائر واجهت القوات الفرنسية مقاومة عنيفة من سلطنة كل آهقار بقيادة زعيمها موسى أغ أمستان، الذي خاض عدد من المعارك دفاعا عن المنطقة. أخيرا خضعت مناطق الطوارق لسيطرة الاستعمار الفرنسي، حيث فككت سلطناتهم وأعيد تنظيمها.

#### مقاومة الطوارق للاستعمار الفرنسي

التحام كل آهقار بقوات المستعمر الفرنسي في إحدى معاركهم ضده، الوصف من الصحيفة الفرنسية «لو بوتي جورنال» 17 مارس 1907م.

مع أنه لم يكن هناك اتحاد قوي بين قبائل الطوارق، وكان من المألوف قيام غزوات بين السلطنات الطارقية نفسها كتلك التي حدثت بين كل آهقار وكل آجر بين عامي 1875 م و1878 م، إلا أنه لم تسيطر أي قوة خارجية على موطن الطوارق قبل الاستعمار الفرنسي، ولم يواجه الفرنسيون حينما سعوا أول مرة لتوسيع إمبراطوريتهم الاستعمارية مملكة طارقية متحدة تمتد من أزواد إلى جنوب غرب ليبيا، غير أن قبائل الطوارق منفردة أظهرت قدرات تنظيم ومهارات عسكرية فائقة في إلحاق الهزيمة بالحملات العسكرية الفرنسية التي غزت أراضيهم خلال القرن التاسع عشر، وبالرغم من أن الفرنسيين احتلوا مدينة الجزائر عام 1830 م، وأعلنوا شمال الجزائر جزءا لا يتجزأ من فرنسا 1848 م، فإنهم لم يتمكنوا قبل 1902 م من إلحاق هزيمة عسكرية مهمة بقبائل الطوارق، ولم يتمكن الفرنسيون حتى العشرينات من القرن الماضي من السيطرة الكاملة على المناطق الصحراوية ، وقد كتب كاتب فرنسي معاصر لفترة المواجهات بين الطوارق والاستعمار الفرنسي في أوائل القرن العشرين، يقول: أن فرنسا تتساءل ماذا يريد هذا الشعب ؟ الذي يحاربها في كل مكان.

##### دعم الطوارق للثورة الجزائرية
دعم الطوارق في صحراء الشمال ثوار الجزائر بالبعائر والأصواف ومشتقات الألبان برغم محن الجفاف التي توالت على هذه الصحراء بسبب كارثة التفجير النووي الفرنسي بالذات. كما لم يبخل أهل صحراء آضاغ، في ما يسمى تاليا بدولة مالي، بالأبقار وكذلك فعل أهل آير أو ما يعرف اليوم بالنيجر. فعلوا ذلك وعيا عميقا بمصير المنطقة المشترك، وببلية الاستعمار المشتركة. فكيف كوفئ هؤلاء من قبل السلطات الجزائرية بعد الاستقلال؟. كان أول ما فعله أول رئيس لهذه الدولة عام 1963 م هو القيام بتسليم زعماء هذه القبائل المناضلة ضد فرنسا الاستعمارية في منطقة تينبكتو إلى رئيس مالي موديبو كيتا الذي حكم عليهم بالإعدام دون محاكمة. وكان بإمكان هذا الحكم الجائر أن يوضع موضع التنفيذ لولا تدخل عبد الناصر آنذاك. ولم يكتف أول رئيس للدولة الجديدة بهذا العمل اللا أخلافي، ولكننا نجده بعد سنوات طويلة يبرر هذا الموقف (بل وموقفه من قضايا الطوارق عموما) بالقول في مقابلة تلفزيونية أنه فعل ذلك لأنهم عنصريون (دون أن يسوق بالطبع دليلا واحدا على هذه التهمة الشنيعة)!. أما التآمر على هوية الطوارق، وعمل كل ما من شأنه قطع لسان هذه الأقلية التي استجارت بأقسى صحراء في الدنيا في سبيل حريتها فحسب، فهو مسلك توارثه السادة الذين تتابعوا على حكم هذه البلاد حتى صار تقليدا. وأما بوتفليقة فقد فعل كل ما بوسعه في سبيل إجهاض ثورات هذه الأمة في كل من مالي والنيجر، برغم أن الطوارق في ما يعرف اليوم بشمال مالي هم من آوى هذا الرجل إبان حرب التحرير إلى حد لقب فيه باسم «المالي» الذي يجري على لسان كل من عرفه قديما. والواقع أنهم لم يأووه من خوف ولم يطعموه من جوع فحسب، ولكنهم نصبوه مندوبا للثوار مسؤولا عن التبرعات في كل المنطقة.

## الثورات والاستقلالات الحديثة

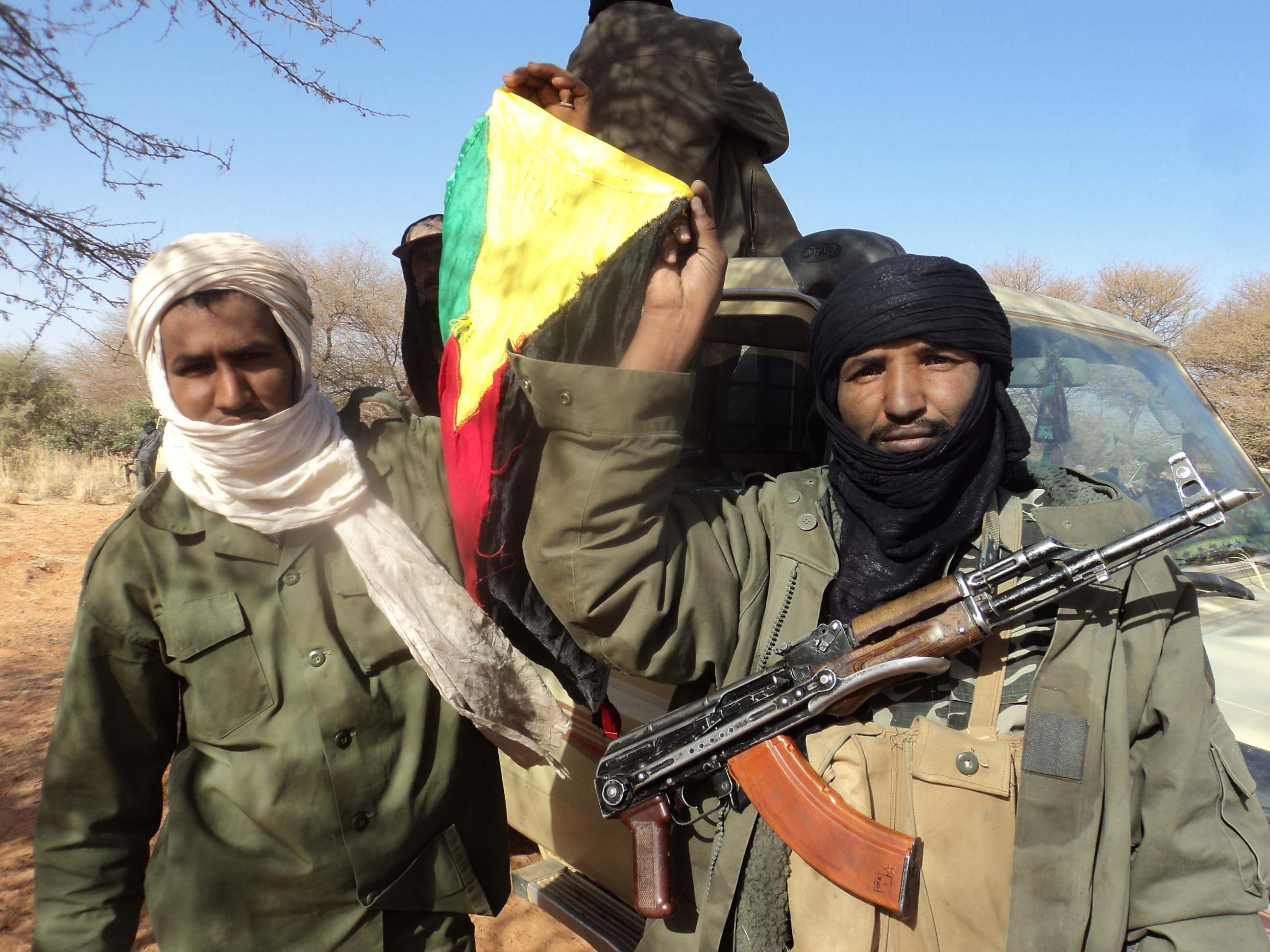
عناصر من الحركة الوطنية لتحرير أزواد.

ناشد أمير تينبكتو محمد علي الأنصاري عام 1960 م في وثيقة صادرة بالقاهرة الأمين العام للأمم المتحدة التدخل لإنقاذ شعبه من مخططات فرنسا بتقسيم بلاده بين ما يسمى تاليا بجمهوريتي مالي والنيجر، وهو ما يعني أن ما حل بالطوارق كان من صنع العقلية الاستعمارية الكلاسيكية. وهكذا عندما استقلت الدول الأفريقية في ستينات القرن العشرين، كان وطن الطوارق قد قسم بين عدد من الدول الناشئة: مالي، والنيجر، وليبيا، والجزائر، وبوركينا فاسو. التنافس على الموارد أدى إلى حدوث نزاع بين الطوارق وجيرانهم من العرقيات الإفريقية، خصوصا بعد الاضطرابات السياسية إبان مرحلة الاستقلال. كانت هناك مصاعب تواجه الطوارق بسبب التصحر، حيث اضطر بعضهم لممارسة الزراعة، وآخرين أجبروا على الانتقال للمدن والبلدات بحثا عن الوظائف.
حدثت في مالي عام 1962 م ثورة كيدال بسبب اعتداء الجيش المالي على الطوارق، حيث سعى موديبو كيتا الرئيس المالي لتطبيق الاشتراكية فمدت الدولة يدها على ممتلكات الطوارق وأساء الجيش المالي معاملتهم ، العديد من الطوارق من منطقة كيدال انضموا للثورة. جرت خلال الثورة العديد من المواجهات بين الثوار الطوارق والجيش المالي، الذي تمكن في النهاية من قمع الثورة. بمساعدة المغرب والجزائر اللتان سلمتا 35 رجلا من قادة الثورة إلى مالي.
وبعد استقلال الجزائر عن الاستعمار الفرنسي في عام 1962، بدأت العلاقة بين الطوارق والدولة الجزائرية تشهد توترات بسبب القضايا السياسية والاجتماعية حيث حدثت نزاعات متكررة بين الحكومة الجزائرية وبعض الجماعات الطوارق بخصوص الحكم الذاتي وتوزيع الموارد.
الاستياء بين الطوارق بسبب التهميش أدى إلى الثورة الثانية التي بدأت في مايو عام 1990 م. بعد عدد من الاشتباكات بين الثوار الطوارق والقوات الحكومية خارج سجن في تين براضن في النيجر، طالب الطوارق في كل مالي والنيجر بحكم ذاتي لمناطقهم. بعد ذلك جرت مواجهات عنيفة بين الثوار الطوارق- بقيادة مانو داياك في النيجر، وإياد أغ غالي في مالي - والقوات الحكومية في كلا الدولتين، أدت إلى سقوط عدد من القتلى بلغ الآلاف وهذا أثر على العلاقة بين الطوارق والدول القريبة منها، بما في ذلك الجزائر. قادت المفاوضات التي أجريت بمبادرة كل من فرنسا والجزائر إلى اتفاقيات سلام (11 يناير 1992 في مالي، و1995 م في النيجر). كلتا الاتفاقيتان دعتا إلى سلطة وطنية لامركزية، وضمان دمج الثوار الطوارق في جيشي البلدين، ولكن لم يتم تنفيذ أي من الاتفاقيتين. مما أدى إلى مواجهات عنيفة أخرى بين الثوار الطوارق والقوات الحكومية انتهت بعد اتفاقيات 1995 م و1996 م. اعتبارا من 2004 م جرت اشتباكات متقطعة بين الثوار الطوارق الساعين للاستقلال والقوات الحكومية في النيجر. في عام 2007 م كانت بداية ثورة الطوارق 2007 – 2009 م.
منذ تطور الحركة الأمازيغية في شمال إفريقيا في التسعينات، بدأ الشعور القومي للطوارق في النمو. أنشئت ثلاث حركات منذ عام 1998 م لتمثيل الطوارق. لا يزال الطوارق في النيجر غير ممثلين في الحكومة المركزية مما جعلهم، مهمشين دبلوماسيا واقتصديا. في عام 2012 م كانت الثورة الأخيرة حيث تمكنت الحركة الوطنية لتحرير أزواد التي أسسها الطوارق من تحرير إقليم أزواد وإعلان استقلاله ولكن لم تحظ الدولة الوليدة بالاعتراف الدولي.
بعد ثورة الطوارق عام 2012، حاولت الجزائر توحيد الفاعلين الماليين لتأمين حدودها مع مالي من خلال إجراء حوارات بدأت في عام 2013، وانتهت بتوقيع اتفاق السلام، لكن المجلس العسكري في مالي أنهى اتفاق السلام مع الطوارق، والذي يعود تاريخه إلى عام 2015. توقع البعض أن تزيد هذه الخطوة من اضطراب البلاد المنطقة، حيث شهدت تصاعد التوترات بين السلطات المركزية والطوارق في الشمال بعد تعزيز الجيش لسلطته والتعاون مع مجموعة فاغنر الروسية وطرد القوات الفرنسية والأمم المتحدة. يعود السبب وراء انهيار الاتفاق إلى عدم التزام بعض الموقعين بتعهداتهم والأعمال العدائية التي قامت بها الجزائر، الوسيط الرئيسي في الاتفاق.

## من أعلامهم التاريخيين

### تيلوتان بن تيكلان

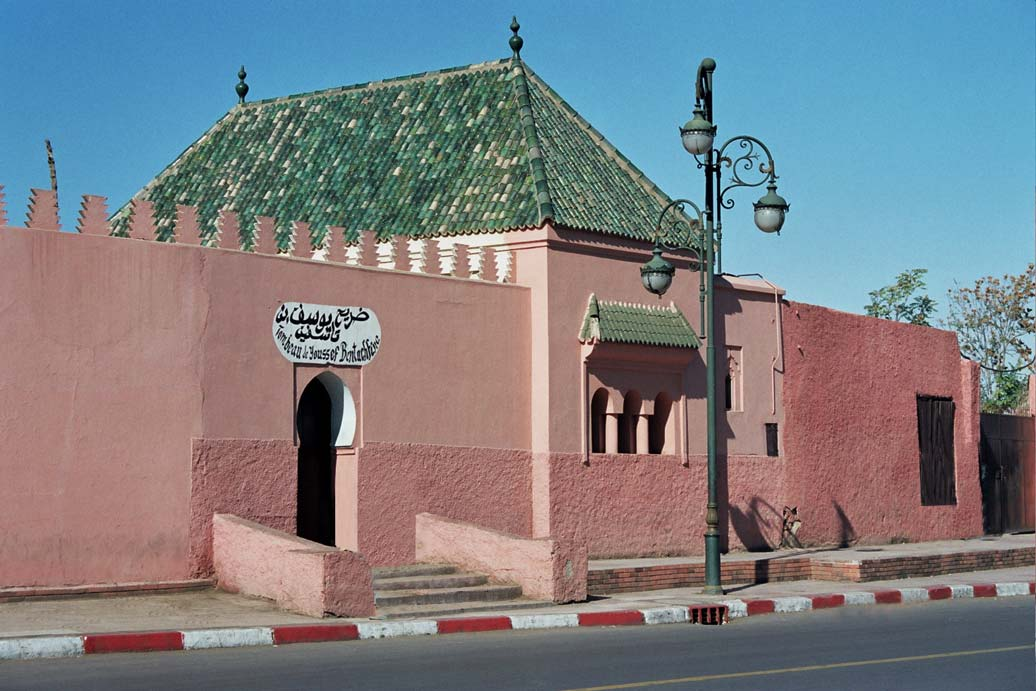
ضريح يوسف بن تاشفين بمدينة مراكش.

هو تيولوتان بن تيكلان اللمتوني الصنهاجي. أول ملك للصحراء من لمتونة. حكم الصحراء الكبرى، وخضع له ملوك السودان، وكان له جيش قوي، حتى أنه كان يركب في مئة ألف نجيب، وتوفي عام 222 هـ.

### يوسف بن تاشفين
هو يوسف بن تاشفين بن إبراهيم بن توركيت اللمتوني الصنهاجي (400 - 500 هـ/ 1009 - 1106 م) ثاني ملوك المرابطين بعد أبو بكر بن عمر. اتخذ لقب (أمير المسلمين). أسس أول إمبراطورية في المغرب الإسلامي التي ابنسط ظلها من منحنى النيجر حتى البحر الأبيض في الشمال، بل جاوزته إلى الأندلس. وانقذ الأندلس من ضياع محقق وهو بطل معركة الزلاقة وقائدها. وحد وضم كل ملوك الطوائف في الأندلس إلى دولته بالمغرب، بعدما استنجد به أمير أشبيلية الذي قال مقولته الشهيرة: ((لأن يرعى أبناؤنا جمال الملثمين أهون علينا من أن يرعوا خنازير الروم)). وفي يوم الإثنين أول محرم سنة 500 هـ/ 2 سبتمبر 1106 م. توفي أمير المسلمين يوسف بن تاشفين مريضا بعد أن أوصى بولاية عهده لابنه علي.

## من أعلامهم المعاصرين

### إبراهيم الكوني

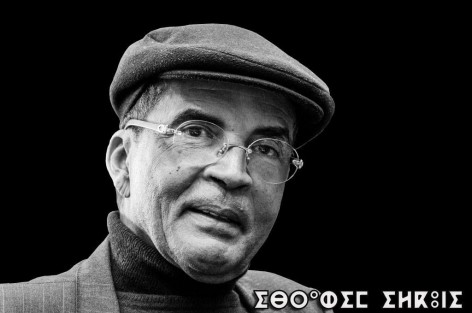
إبراهيم الكوني.

إبراهيم الكوني كاتب ليبي طارقي يؤلف في الرواية والدرسات الأدبية والنقدية واللغوية والتاريخ والسياسة. اختارته مجلة لير الفرنسية كأحد أبرز خمسين روائيا عالميا معاصرا، وأشادت به الأوساط الثقافية والنقدية والأكاديمية والرسمية في أوروبا وأمريكا واليابان، ورشحته لجائزة نوبل مرار، ووضع السويسريون اسمه في كتاب يخلد أبرز الشخصيات التي تقيم على أراضيهم وهو الكاتب الوحيد من منطقة الشرق الأوسط وشمال أفريقيا لا بل الوحيد أيضا من العالم الثالث في هذا الكتاب، ورئيس سويسرا اصطحبه معه في واحدة من أبرز المحطات الثقافية، حيث كان أول أجنبي اختير عضو شرف في وفد يرأسه الرئيس السويسري سنة 1998 م عندما كانت سويسرا ضيف شرف في معرض فرانكفورت الدولي للكتاب في عيده اليوبيل الخمسين، العيد الذهبي. وقد ألف 81 كتابا، وترجمت كتبه إلى لغات العالم الحية أي حوالي 40 لغة.

### محمدين خواد

إبراهيم أغ بهنقا.

محمدين خواد (ولد: عام 1950 م) شاعر وكاتب طارقي ولد في منطقة آير في النيجر، ويعيش حاليا وينشر أعماله من مدينة آكس أون بروفانس في فرنسا. خواد يتبنى طريقة يسميها furigraphy (التلاعب بخط الكلمة)؛ لخلق فضاء في شعره، ولإلقاء الضوء على مواضيع معينة. الموضوعات الشائعة في عمله تشمل: العطش، والحركة، والترحال، والفوضى. أما الموضوعات السياسية فترتبط بقضايا الطوارق السياسية في المنطقة. تزوج بـ" Hélène Claudot-Hawad " التي لها ثقافة عن الطوارق، وهي مترجمة شعره إلى الفرنسية. نشر عدد من القصائد، والملاحم، والأعمال الأدبية الأخرى في المقام الأول بفرنسا. لكن ترجمات أعماله ازدادت في السنوات الأخيرة، بفضل الترجمة العربية لـ «وصية البدوي» (Testament nomade) التي قام بها الشاعر السوري البارز أدونيس.

### إبراهيم أغ بهنقا
إبراهيم أغ بهنقا هو أحد القادة الثوريين الطوارق الذين قاموا بثورات عديدة ضد مالي، مطالبين بالتنمية لمناطق الطوارق في شمال البلاد (أزواد)، وقد تطورت هذه المطالب مع تعنت مالي في تنفيذ الاتفاقيات التي تم توقيعها بين الطرفين إلى المطالبة باستقلال أزواد.

## أعلام الطوارق في التاريخ

### ملوك الصحراء الكبرى ومملكة أودغست الإسلامية
- تيزا بن وانشق.
- تيلوتان بن تيكلان.
- يلتان.
- تميم بن يلتان.
- تين بروتان بن ويسنو بن نزار.
- عبد الله بن تيفاوت اللمتوني.

### أمراء دولة المرابطين
- يحيى بن إبراهيم الكدالي.
- عبد الله بن ياسين الجزولي.
- يحيى بن عمر اللمتوني.
- أبو بكر بن عمر اللمتوني.
- يوسف بن تاشفين.
- علي بن يوسف بن تاشفين.
- تاشفين بن علي بن يوسف.
- إبراهيم بن تاشفين بن علي.
- إسحاق بن علي بن يوسف.

### أمراء دولة بني غانية (الفرع الثاني لدولة المرابطين)
- علي بن يوسف المسوفي
- يحيى بن علي بن غانية
- محمد بن علي بن غانية
- إسحاق بن محمد بن علي بن غانية.
- محمد بن إسحاق بن غانية.
- علي بن إسحاق بن غانية.
- يحيى بن إسحاق بن غانية.

## أعلام الطوارق في العصر الحديث

### زعماء تقليديون ومقاومون للإستعمار الفرنسي
- محمد أغ كاوصن.
- آمود أغ المختار.
- أخنوخن.
- فيهرون أغ الأنصار.
- موسى أغ أمستان.
- إنتالا أغ الطاهر.

### أدباء وشعراء ومغنون
- إبراهيم الكوني.
- محمدين هواد.
- إسوف أغ ماها.
- إبراهيم أغ الحبيب.
- عمر أغ مختار (بومبينو).
- عبد الله أغ الحوسيني.

### قادة ثوريون
- إبراهيم أغ بهنقا.
- إياد أغ غالي.
- مانو داياك.
- محمد أغ ناجم.

### سياسيون
- بلال أغ الشريف.
- محمود أغ غالي.
- زودي أغ إخيا.
- موسى أغ السعيد.
- العباس أغ إنتالا.
- محمد أغ إنتالا.
- بريجي رافيني.
- موسى الكوني.
- عيسى أغ بولا.

## مزيد من القراءة
- القشاط، محمد سعيد (1989). التوارق: عرب الصحراء الكبرى (ط. الثانية). ليبيا: مركز دراسات وأبحاث شؤون الصحراء.
- أماهين، الشاوي اللاله البكاي (2007). الطوارق عبر العصور. ISBN:9789959101754.
- الألوسي، همام هاشم (2010). الطوارق الشعب والقضية: تاريخا منسيا وحاضرا مقهورا ومستقبلا مجهولا. الرباط: دار أبي رقراق للطباعة والنشر. OCLC:949403689. مؤرشف من الأصل في 2020-01-25.
- مرموري، حسن (2010). التوارق بين السلطة التقليدية والإدارة الفرنسية في بداية القرن العشرين. الجزائر: منشورات المجلس الأعلى للغة العربية.
- الأنصاري، مصطفى (2011). الأحرار "الملثمون": الطوارق بين الإرهاب والثورة والحب (ط. الأولى). بيروت: دار مدارك للنشر. ISBN:9789953566429.
- الأنصاري، عمر (2011). الرجال الزرق: الطوارق، الأسطورة والواقع (ط. الإلكترونية). بيروت: دار الساقي. ISBN:978-614-425-038-9. مؤرشف من الأصل في 2020-01-25.
- ولد النقره، أكناته (2014). الطوارق: من الهوية إلى القضية (PDF). نواكشوط: المركز الموريتاني للدراسات والبحوث الاستراتيجية. OCLC:949468969. مؤرشف من الأصل (PDF) في 2021-08-31.

## وصلات خارجية
- يوتيوب: الطوارق في عام 1908.
- يوتيوب: ثروات الطوارق.
- الترجمة العربية لمقدمة ومراجعة كتاب: مجتمع الطوارق في عالم العولمة - Tuareg Society Within a Globalized World.
- الترجمة العربية لمقدمة ومراجعة: كتاب الطوارق القوم الزرق - The Tuaregs The Blue People.